# Giulio Cesare (nave da battaglia)
Il Giulio Cesare fu una nave da battaglia tipo dreadnought della Regia Marina italiana, entrata in servizio nel giugno 1914 come seconda unità della classe Conte di Cavour. Marginalmente impegnata in azione nel corso della prima guerra mondiale e del periodo interbellico, tra il 1933 e il 1937 fu sottoposta a estesi lavori di ricostruzione e ammodernamento per prolungarne la vita operativa; all'entrata dell'Italia nella seconda guerra mondiale nel giugno 1940, il Cesare era una delle sole due navi da battaglia della Regia Marina immediatamente pronte all'impiego.
Nel corso del secondo conflitto mondiale il Cesare fu impegnato in varie azioni della battaglia del Mediterraneo contro le forze della Royal Navy, in particolare durante i primi anni di guerra; danneggiata dal tiro nemico alla battaglia di Punta Stilo, la corazzata fu inoltre presente alla battaglia di capo Teulada e alla prima battaglia della Sirte, ma dalla primavera 1942, visto il suo stato di obsolescenza, fu di fatto ritirata dal servizio attivo e dislocata a Pola con funzioni di addestramento. Dopo l'annuncio della stipula dell'armistizio tra l'Italia e gli Alleati l'8 settembre 1943, il Cesare obbedì agli ordini e lasciò Pola per consegnarsi agli Alleati con il resto della flotta; un tentativo di ammutinamento da parte di elementi dell'equipaggio, che desideravano autoaffondare la nave piuttosto che consegnarla agli ex nemici, rientrò dopo poche ore grazie a trattative con il comandante della nave, e il Cesare si riunì a Malta con il resto della flotta italiana. Rientrata in Italia nel giugno 1944, non vide più alcuna azione e fu posta in disarmo.
Per effetto del trattato di Parigi fra l'Italia e le potenze alleate del 10 febbraio 1947, il Cesare fu consegnato come preda di guerra all'Unione Sovietica, entrando in servizio con la Voenno-morskoj flot sotto il nuovo nome di Novorossijsk; assegnata alla Flotta del Mar Nero, svolse principalmente funzioni di unità d'addestramento. Nelle prime ore del 29 ottobre 1955, mentre si trovava in porto a Sebastopoli, la Novorossijsk fu scossa da un'imponente esplosione che ne causò in poche ore il rovesciamento e l'affondamento: più di 600 marinai sovietici perirono in quello che fu il peggior disastro navale in tempo di pace di tutta la storia della Russia. La commissione d'indagine individuò poi come causa dell'affondamento la detonazione sotto lo scafo della nave di una mina navale, un residuato bellico dell'occupazione tedesca di Sebastopoli sfuggito alle operazioni di sminamento del dopoguerra; le cause dell'affondamento furono poi oggetto, negli anni seguenti, di numerose teorie del complotto che presumevano un mai provato sabotaggio per opera degli italiani.

## Caratteristiche

### Scafo e propulsione

Profilo e pianta del Giulio Cesare prima della ricostruzione

Le tre unità della classe Conte di Cavour rappresentarono le prime navi da battaglia tipo dreadnought della Regia Marina, dopo la sperimentale nave Dante Alighieri varata il 20 agosto 1910. Basate su un progetto firmato dal generale del genio navale Edoardo Masdea, le tre unità furono impostate tra il giugno e l'agosto 1910 e varate poco più di un anno più tardi. Per quanto rispondessero ai requisiti della Regia Marina al momento della loro progettazione, e benché fossero state varate appena cinque anni dopo l'entrata in servizio della capostipite di tutte le dreadnought mondiali (la britannica HMS Dreadnought, appunto), le navi della classe Cavour non furono giudicate come unità particolarmente innovative e, soprattutto, accusarono un rapido scadimento qualitativo nei confronti delle corazzate di poco successive entrate in linea con le marine delle maggiori potenze globali, finendo con diventare obsolete già pochi anni dopo la loro immissione in servizio. Nondimeno, con la classe Duilio, le unità di tipo Cavour rappresentarono il nucleo della flotta da battaglia italiana dalla prima guerra mondiale fino alle soglie della seconda.
Alla costruzione le tre navi erano leggermente differenti. Il Giulio Cesare presentava un dislocamento di 23 088/23 183 tonnellate con la nave in carico normale e di 24 801/25 086 tonnellate a pieno carico di combattimento. Lo scafo raggiungeva una lunghezza fuori tutto di 176,1 metri e una larghezza di 28 metri, per un pescaggio massimo di 9,4 metri. Il ponte principale era caratterizzata da una tuga centrale e da un castello di prua, mentre le sovrastrutture erano rappresentate da due blocchi a prua e poppa composti ciascuno da una torre di comando, un fumaiolo e un albero.
La protezione verticale era costituita una cintura corazzata continua, posta attorno ai fianchi della nave, e da un ridotto che si estendeva dalla torretta sopraelevata di poppa fino a prua. La cintura, alta 2,8 m di cui il 57% sopra la linea di galleggiamento, aveva uno spessore massimo di 250 mm e si assottigliava fino a 100 mm a prua e a 120 mm a poppa. Il ridotto centrale della nave era protetto da una corazza di 220 mm di spessore. La protezione orizzontale era data da un ponte con due strati di corazzatura spessa 12 mm, che nelle parti inclinate raggiungeva i 40 mm di spessore totali. Le torrette dei cannoni principali avevano una corazzatura frontale spessa 280 mm. La torre di comando di prua aveva una blindatura spessa 280 mm, che scendeva a solo 160 mm per la torre di comando di poppa. I pezzi da 120/50 mm avevano una protezione da 130 mm. Le 5 150 tonnellate (pari a circa un quarto del dislocamento) di acciaio al nichel che formavano la corazzatura erano fornite da ditte statunitensi e britanniche e sottoposte a cementazione, secondo il processo Krupp, presso le acciaierie di Terni. Le unità furono dotate anche di un sistema di reti parasiluro che venivano tese da un sistema di bracci buttafuori intorno alla nave quando questa era all'ancora; il sistema non si rivelò particolarmente utile e fu eliminato già nel 1916.
L'apparato motore era costituito da quattro gruppi indipendenti di turbine a vapore della Parsons, collegati a quattro assi portaeliche e alimentati da ventiquattro caldaie a tubi d'acqua tipo Babcock, di cui dodici con combustione a nafta e dodici con combustione mista carbone e nafta. Le turbine sviluppavano una potenza complessiva di 23 000 chilowatt (30 843,51 hp), che consentiva all'unità di toccare una velocità massima di 21,5 nodi; la riserva di combustibile ammontava a 1 450 tonnellate di carbone e 850 tonnellate di nafta, il che garantiva un'autonomia di 4 800 miglia alla velocità di 10 nodi.

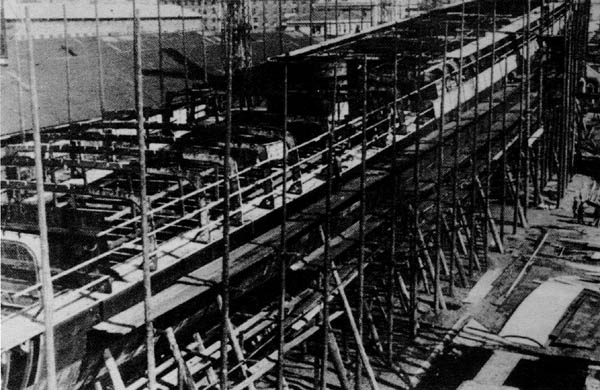
La nave in costruzione

### Armamento
L'armamento principale si componeva di tredici cannoni da 305/46 Mod. 1909, capaci di sparare un proietto dal peso di 452 chilogrammi alla velocità alla volata di 840 m/s, a un rateo di fuoco di due colpi al minuto; con un alzo di 20°, la gitta massima raggiungibile era di 24 000 metri. I pezzi erano ripartiti tra cinque torri d'artiglieria collocate sul ponte principale lungo l'asse centrale della nave, tre triple e due binate: una torre tripla era collocata al centro dello scafo nello spazio tra i due blocchi di sovrastrutture, mentre altre due torri triple e le due torri binate erano disposte a prua e a poppa con le torri binate sopraelevate rispetto a quelle triple.
L'armamento secondario era costituito da diciotto cannoni da 120/50 Mod. 1909, collocati in casematte singole lungo il bordo della tuga centrale. In funzione di contrasto alle siluranti veloci erano poi disponibili un certo numero di pezzi a tiro rapido da 76/50 Mod. 1909, disposti in impianti singoli non protetti distribuiti tra il ponte principale e il tetto delle torri dell'artiglieria principale: benché fossero state previste le montature per complessivi 30 pezzi esse non furono mai tutte occupate e, generalmente, il numero delle bocche da fuoco da 76/50 si aggirava sui 13, 14 o 16 pezzi; nel 1920 sei di questi impianti singoli furono poi occupati da altrettanti cannoni da 76/40 Mod. 1916 R.M. in funzione di armi antiaeree. Come tipico nelle dreadnought dell'epoca, il Cesare montava anche un armamento silurante composto da tre tubi lanciasiluri da 450 mm posti in impianti singoli sotto la linea di galleggiamento, uno fisso a prua e uno lungo ciascuna fiancata.

## Servizio nella Regia Marina

### Prima della ricostruzione

#### Entrata in servizio

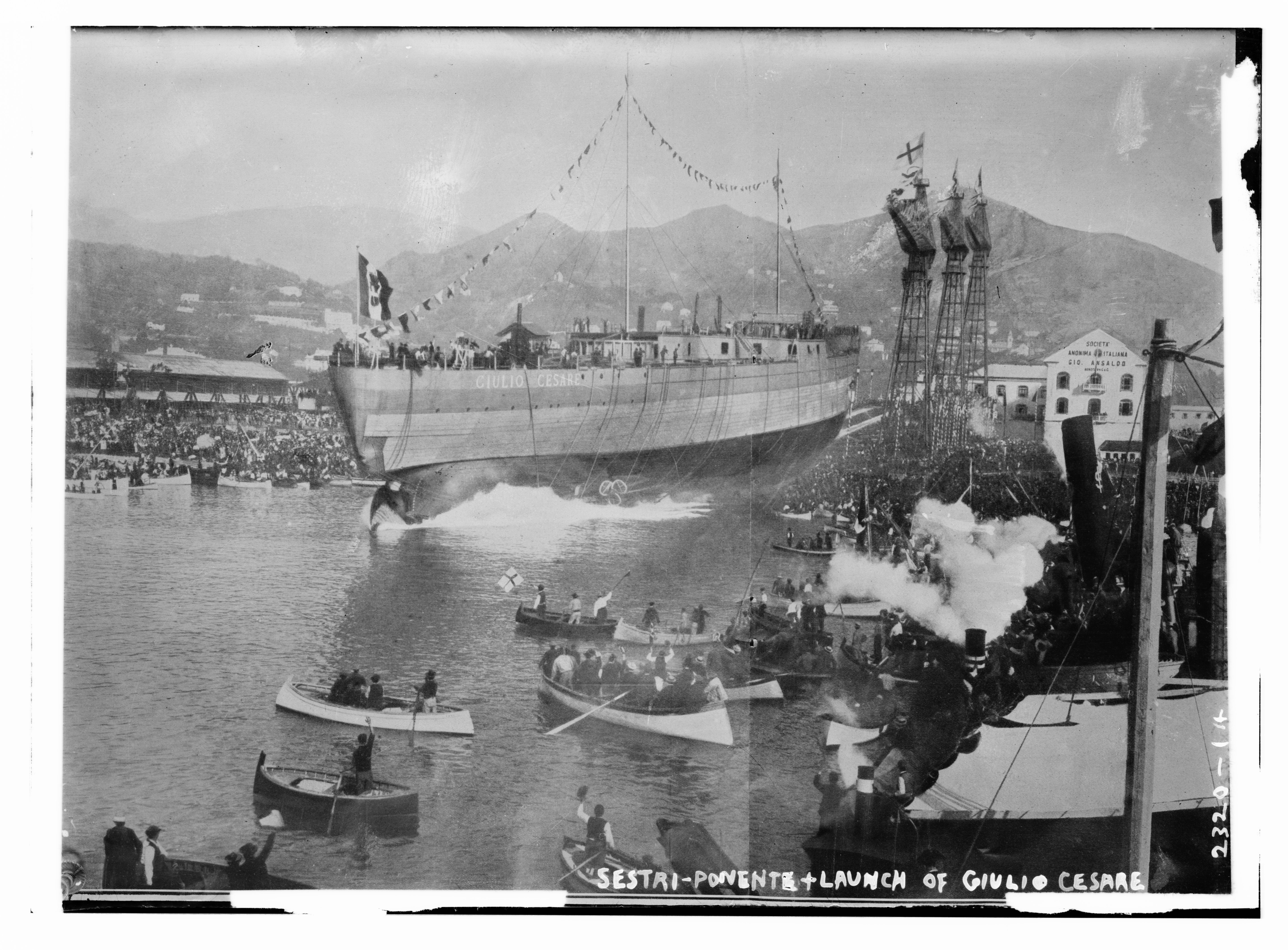
Il varo del Giulio Cesare a Sestri Ponente

La nave fu impostata il 24 giugno 1910 nel cantiere navale di Sestri Ponente della Ansaldo e varata il 15 ottobre 1911 con il nome di Giulio Cesare, in onore dell'omonimo condottiero romano. Benché fosse stata la prima delle corazzate classe Cavour a essere impostata, il Cesare fu l'ultima di esse a essere varata, scendendo in mare un giorno dopo la gemella Leonardo da Vinci e più di due mesi dopo la nave capoclasse Conte di Cavour. I lavori di allestimento furono completati il 14 maggio 1914; la bandiera di combattimento e il cofano portabandiera della nave, acquistati con una colletta fra le scuole, furono consegnati il 7 giugno 1914 a Napoli alla presenza del duca Emanuele Filiberto di Savoia-Aosta e di oltre mille invitati da un comitato, alla cui guida vi era il preside del Liceo ginnasio statale Terenzio Mamiani di Roma. La bandiera in seta era stata ricamata a mano a Torino dalle orfane dei militari mentre il cofano, in bronzo e con linee ispirate all'arte classica romana, fu opera dell'architetto Manfredi.
Nel corso della sua storia l'unità ebbe assegnati diversi motti ufficiali. Il primo fu Ad quamvis vim perferendam («Per sostenere qualsiasi urto» in lingua latina), una citazione del libro III del Commentarii de bello Gallico dove Cesare, commentando l'avanzata terrestre delle sue legioni contro i Galli e avendo inviato parte delle sue forze via mare con una flotta, descriveva le navi di questa flotta come «naves totae factae ex robore ad quamvis vim et contumeliam perferendam», ovvero «navi costruite interamente in rovere per sostenere qualsiasi urto e ogni percossa». Tale motto fu cambiato nel 1920 in Caesar adest («Cesare è qui»), tratto da un'epigrafe in distici latini scelta in seguito a un concorso pubblico e composta da Vito Vaccaro di Palermo, e quindi in Guai agli inermi! dopo la ricostruzione degli anni 1930. Sulla nave comparivano altre scritte latine: esposta su una targa di bronzo raffigurante un trionfo di Cesare vi era la dicitura Sit romana potens itala virtute propago («La discendenza romana sia forte di italica virtù»), citazione tratta dal Libro XII dell'Eneide di Virgilio, mentre sotto l'aquila di bronzo esposta all'estrema prua compariva, fino al 1922, il celebre motto Veni, vidi, vici con cui, secondo la tradizione, Cesare annunciò la vittoria riportata il 2 agosto del 47 a.C. contro l'esercito di Farnace II del Ponto nella battaglia di Zela.

#### Prima guerra mondiale e primo dopoguerra

La corazzata alla fonda a Taranto nel 1917

All'entrata dell'Italia nella prima guerra mondiale era al comando del Cesare il capitano di vascello Pio Lobetti Bodoni; era inquadrato nella I Divisione del contrammiraglio Camillo Corsi di base a Taranto, comprendente la gemella Leonardo da Vinci e il Dante Alighieri. Anche a causa della condotta prudente assunta dal nucleo centrale della flotta austro-ungarica, il Cesare non fu impegnato in alcuna azione bellica di combattimento durante il conflitto, limitandosi a qualche uscita in mare di addestramento e di infruttuosa ricerca del nemico nel mar Ionio e nel mare Adriatico meridionale; oltre che a Taranto, la nave fu dislocata anche, nel corso del 1916, a Corfù in appoggio alle operazioni degli Alleati sul fronte macedone.
Il 10 novembre 1918 il Cesare, la Duilio e l'Andrea Doria, raggiunsero Corfù per un periodo di esercitazioni. Dal 1º luglio 1919 le tre corazzate furono inserite nella "Squadra del Levante" al comando del viceammiraglio Emilio Solari, dislocata nel mar Egeo per sostenere militarmente le rivendicazioni italiane sui territori dell'Impero ottomano (ormai avviato alla dissoluzione), così come sancite nel patto di Londra del 1915; in settembre, in particolare, il Cesare rilevò a Smirne il Duilio, qui presente per appoggiare le operazioni del corpo di spedizione italiano sbarcato in Anatolia.
Nel 1923 il Giulio Cesare prese parte agli eventi della crisi di Corfù. Il 27 agosto 1923 una missione militare italiana, presieduta dal generale Enrico Tellini e incaricata dalla Conferenza degli Ambasciatori alleati della delimitazione del confine tra Regno di Grecia e Albania, fu trucidata in un'imboscata in territorio greco nei pressi di Giannina da irregolari locali, in circostanze mai chiarite del tutto. Benito Mussolini, da soli undici mesi insediatosi alla guida del governo italiano, ritenne responsabile dell'eccidio il governo greco e pretese scuse ufficiali, un risarcimento e l'immediato avvio di un'inchiesta formale; davanti al tergiversare di Atene ordinò quindi alla Regia Marina di bombardare e occupare per ritorsione l'isola di Corfù. Dopo che una divisione navale guidata dal Cavour e dal Cesare ebbe bersagliato, il 29 agosto, il vecchio forte di Corfù coprendo il successivo sbarco delle truppe italiane, il governo greco dovette accettare le imposizioni di Mussolini; come parte degli accordi per ricomporre la crisi, il 30 settembre la squadra navale italiana ricevette dai greci davanti al Falero (uno dei porti presso Atene) gli onori alla bandiera.
Con la perdita del Leonardo da Vinci durante la prima guerra mondiale e la radiazione per obsolescenza entro la fine degli anni 1920 del Dante Alighieri e delle ultime pre-dreadnought ancora in servizio, nel corso del periodo interbellico il Cesare rappresentò, con il Cavour e le due classe Duilio, il nucleo centrale della flotta da battaglia della Regia Marina. La corazzata ricevette alcuni limitati ammodernamenti nel corso degli anni 1920 tra cui, oltre all'installazione dei sei cannoni antiaerei da 76/40 mm, l'imbarco di due cannoni automatici da 40/39 Vickers-Terni come ulteriore protezione antiaerea. Nel 1926 fu dotata di una catapulta per il lancio di un idrovolante da ricognizione Macchi M.18, collocata sul cielo della torre d'artiglieria centrale in un'apposita sella brandeggiabile per poter orientare il velivolo secondo la direzione del vento.
Le ristrettezze economiche dell'Italia postbellica impedivano di mantenere in servizio permanente una squadra di quattro navi da battaglia e, il 12 maggio 1928, il Cesare fu quindi passato in riserva a Taranto; per i successivi cinque anni l'unità servì unicamente nel ruolo di nave d'addestramento per gli artiglieri. La consistenza della linea da battaglia non era vista con particolare preoccupazione dai comandanti della Regia Marina, visto che il principale avversario dell'Italia nel Mediterraneo, ovvero la Francia, allineava negli anni 1920 una squadra di sole sei navi da battaglia (le tre superstiti unità classe Courbet e le tre più moderne classe Bretagne), tutte degli anni della prima guerra mondiale parzialmente modernizzate. In vista della cessazione, nei primi anni 1930, del divieto di nuove costruzioni navali imposto dal precedente trattato navale di Washington, la Marina italiana iniziò a stendere progetti anche ambiziosi per una nuova classe di navi da battaglia di moderna concezione; il comando della Regia Marina rimase però spiazzato dalla decisione dei francesi di mettere in cantiere, nel 1932, la prima unità di una nuova classe di navi da battaglia moderne, la futura classe Dunkerque. Come risposta immediata e più economica alla mossa francese, il governo italiano autorizzò l'avvio di una radicale modernizzazione delle unità classe Conte di Cavour: nell'ottobre 1933 il Cesare lasciò Taranto per essere messo in cantiere a Genova.

### La ricostruzione

#### Scafo

Profilo e pianta del Giulio Cesare dopo la ricostruzione

I lavori sul Cesare furono affidati ai Cantieri Navali del Tirreno Riuniti negli stabilimenti di Genova e andarono avanti dal 25 ottobre 1933 al 1º giugno 1937. L'intervento andò ben oltre una mera modernizzazione dell'unità e si concretizzò piuttosto in una radicale ricostruzione e trasformazione della nave: solo il 40% della struttura originale, in pratica solamente lo scafo e la corazzatura di murata, uscì inalterato dai lavori; le modifiche cambiarono il profilo della nave e ne aumentarono le capacità di combattimento come pure il dislocamento a pieno carico, salito a 29 100 tonnellate. Pur successivamente criticati sotto il profilo della convenienza economica e strategica, i lavori furono visti con favore all'epoca, con soluzioni di architettura navale giudicate dai più come positive e un effettivo prolungamento della vita operativa di un'unità ormai piuttosto obsoleta.
La lunghezza della nave fu aumentata di 10,3 metri mediante la sovrapposizione di una nuova prua alla vecchia, al fine di aumentare il coefficiente di finezza dello scafo e contribuire così ad aumentare la velocità dell'unità; la nuova prua fu dotata di un bulbo. Il castello di prua risultò più allungato e allargato nella parte poppiera per proseguire nella sovrastruttura centrale, ma la parte poppiera dello scafo non fu modificata e i due timoni rimasero gli stessi. Invece tutte le sovrastrutture originarie furono demolite e modificate: i due fumaioli furono abbassati e collocati al centro dello scafo in posizione ravvicinata; fu eliminato l'albero che si trovava immediatamente dietro al torrione di prua, mantenendo solamente quello poppiero che, in conseguenza dell'aumento di lunghezza della nave, risultò più arretrato rispetto alla posizione originaria. Il torrione corazzato di poppa fu eliminato, mentre quello di prua, la cui blindatura era di 260 mm, fu completamente ricostruito secondo una forma tronco-conica: non molto elevato, aveva alla sommità una torretta rotante con due stereotelemetri aventi una base di 7,2 metri per il calcolo della distanza dei bersagli, oltre alle apparecchiature per la direzione tiro dei calibri principali. Il torrione ospitava la direzione di tiro che tramite l'A.P.G. (apparecchio di punteria generale) assegnava il bersaglio e comandava il fuoco delle batterie principali. La direzione di tiro era direttamente connessa con la centrale di tiro, posta alla base del torrione; nel caso di avaria della stazione di tiro sul torrione il fuoco dei cannoni principali poteva essere diretto dalla torre di prua superiore o da quella di poppa, che ospitavano ciascuna un telemetro da 9 metri di base.

#### Protezione

La nave in cantiere a Genova durante i lavori di trasformazione

La protezione subì solamente pochi ritocchi: aspetto che rappresentò, oltre a quello relativo all'armamento principale, la principale critica ai lavori di ricostruzione. La cintura verticale, al galleggiamento, mantenne lo spessore originario, risultando però assolutamente insufficiente per un'unità che avrebbe probabilmente dovuto sostenere combattimenti con navi armate di cannoni dal calibro più pesanti di quelli del Cesare stesso. Tenendo conto degli avanzamenti tecnologici in atto all'epoca e delle esperienze dell'ultimo conflitto, fu invece aumentata la protezione dagli attacchi aerei e subacquei: furono applicati sul ponte, e in particolare a centro nave in corrispondenza dei locali dell'apparato motore, due strati da 12 mm di spessore di lamiere di acciaio. La protezione orizzontale era quindi costituita da un ponte di corridoio blindato da 80 mm di spessore, uno di coperta da 13 mm e uno di sovrastruttura da 18+24 mm, con spessori inferiori a prora e a poppa. Inoltre intorno ai basamenti cilindrici delle torri di grosso calibro fu applicata una corazzetta di 50 mm di spessore, sistemata a una distanza di 50 cm dalla protezione vera e propria, per cui le torri si presentavano poggiate su basamenti più massicci conferendo all'unità, dal punto di vista estetico, una sensazione di maggior potenza e sicurezza.
La difesa dalla minaccia dei sommergibili fu demandata al sistema dei cilindri assorbitori modello "Pugliese": tale protezione consisteva in due lunghi cilindri deformabili che, posti lungo la murata all'interno di una paratia piena, avevano il compito di assorbire l'onda d'urto provocata dall'esplosione di un siluro o di una mina navale, disperdendola all'interno del cilindro stesso. Il sistema, adottato sia sulle navi della classe Cavour che su quelle della classe Duilio, non si rivelò molto efficace a causa delle dimensioni piuttosto limitate dello scafo delle unità, ma diede risultati più positivi una volta installato sui più ampi scafi delle nuove corazzate classe Littorio.

#### Propulsione
Il sistema di propulsione fu completamente ricostruito. I nuovi motori da 75 000 hp (56 000 kW) svilupparono nelle prove a tutta forza ben 93 000 hp (69 000 kW) e una velocità di punta di 28 nodi; in condizioni operative la velocità massima si aggirava sui 26/27 nodi, valori comunque nettamente superiori ai 21 nodi originari. La produzione del vapore per le turbine era assicurata da otto caldaie a tubi d'acqua con surriscaldatori del tipo Yarrow, con bruciatori a nafta che alimentavano due gruppi indipendenti di turbine Belluzzo azionanti due assi con eliche tripale. Furono eliminati due dei quattro assi originari, mentre caldaie e gruppi turboriduttori trovarono posto in posizione centrale a poppavia del torrione comando. Ogni gruppo di turbine era composto da una turbina di alta pressione, da due turbine di bassa pressione con incorporata la marcia indietro e da un riduttore; i due gruppi furono rispettivamente disposti in un locale a poppavia delle caldaie di sinistra e in un locale a proravia delle caldaie di dritta.
La riserva di combustibile era di 2 500 tonnellate di nafta, il che garantiva un'autonomia di 3 100 miglia a una velocità di 20 nodi o di 6 400 miglia a una velocità di 13 nodi: valori in generale non molto elevati, anche se sufficienti per un'unità destinata a operare nel ristretto bacino del mar Mediterraneo.

#### Armamento

La nave in accostata dopo i lavori di ricostruzione

I lavori di ricostruzione comportarono una radicale modifica dell'armamento del Cesare. Le originarie cinque torri per i cannoni dell'armamento principale furono ridotte a quattro (due binate sovrapposte a due triple nelle originarie posizioni a prua e poppa) mediante lo sbarco della torre tripla centrale. I pezzi da 305/46 mm, calibro ormai più che superato per delle navi da battaglia, furono rimpiazzati da dieci cannoni OTO/Ansaldo 320/44: questi ultimi non erano altro che il risultato della ritubazione e ricalibramento dei cannoni originari, intervento reso possibile dalla buona fattura e dal largo margine di resistenza alle sollecitazioni delle bocche da fuoco. In aggiunta, le torri dell'artiglieria furono dotate di organi di manovra elettrici invece che idraulici come in origine, di migliori sistemi di caricamento automatico e di un aumentato alzo massimo di 27°. Queste modifiche rappresentarono uno dei punti più criticati dei lavori di ricostruzione: i nuovi cannoni da 320/44 mm potevano sparare un proiettile perforante dal peso di 525 chilogrammi alla velocità alla volata di 830 m/s, con una gittata massima di 28 600 metri e un rateo di due colpi al minuto, con un aumento di circa il 30% della potenza dei pezzi. Le prestazioni dei nuovi pezzi si rivelarono però nel concreto alquanto mediocri, sia per la vita relativamente ridotta delle canne (da sostituire in media ogni 150/200 colpi sparati) sia per l'eccessiva dispersione delle salve, dovuta anche ad altri fattori tecnici e addestrativi. Fu molto biasimata pure la scelta del calibro di 320 mm, già in partenza inferiore al 340 mm delle corazzate francesi rimodernate e al 330 mm delle nuove Dunkerque, e nettamente superato dal 381 mm portato dalle più vecchie navi da battaglia in servizio con la Royal Navy.

Due delle torri di cannoni OTO 120/50 Mod. 1926 del Cesare

L'armamento secondario fu totalmente rivisto: tutti i pezzi da 120/50 mm in casamatta furono sbarcati e sostituiti con dodici cannoni 120/50 Mod. 1926 della OTO, di più moderna fattura e già adottati come armamento principale per le classi di cacciatorpediniere costruite negli anni 1930. I pezzi furono collocati in sei torrette chiuse binate, collocate a centro nave tre per lato intorno ai fumaioli. I nuovi pezzi erano buone armi per il contrasto alle siluranti veloci, ma con un alzo massimo di 33° non potevano essere impiegati nel tiro antiaereo.
Al contrasto degli attacchi dall'aria furono invece demandati otto cannoni da 100/47, collocati in quattro torrette binate disposte singolarmente sui due lati del torrione di comando e dell'albero poppiero. I pezzi, che potevano svolgere anche compiti antinave, si rivelarono ben presto insufficienti nella loro primaria funzione, in particolare per via dell'aumento della velocità dei velivoli e delle nuove forme di attacco in picchiata, rivelandosi utili solo nel tiro di sbarramento. Più efficienti nel ruolo di armi antiaerei, in particolare contro gli aerosiluranti e in generale i bersagli in volo a bassa quota, si rivelarono gli otto - dodici cannoni automatici Breda 37/54, distribuiti in impianti binati sul ponte e le sovrastrutture, a cui si aggiungevano sei impianti binati di mitragliatrici pesanti Breda Mod. 31 da 13,2 mm. L'armamento antiaereo leggero a tiro rapido fu poi potenziato negli anni della seconda guerra mondiale: nel 1940 i sei impianti binati di mitragliatrici Breda da 13,2 mm furono sbarcati e rimpiazzati con altrettanti impianti binati di cannoni automatici Breda 20/65 Mod. 1935, e nel 1941 furono aggiunti altri due impianti binati di Breda da 37 mm e due impianti binati di Breda da 20 mm (oppure otto impianti binati di Breda 20/65 mm secondo altre fonti).
I tubi lanciasiluri da 450 mm furono completamente eliminati e comparvero due catapulte per il lancio di idrovolanti da ricognizione; queste ultime però, dopo i primi collaudi successivi al rientro in servizio nel 1937, furono rimosse.

### Dopo la ricostruzione

#### Rientro in servizio

La nave ritratta al rientro in servizio dopo i lavori di ricostruzione

Terminata la trasformazione il 1º giugno 1937, il 3 il Cesare raggiunse La Spezia per completare il ciclo delle prove e dei collaudi, conclusi il 1º ottobre: entrò in squadra raggiungendo il 3 ottobre la propria base operativa di Taranto. Gli ultimi mesi prima dell'inizio della seconda guerra mondiale furono spesi dalla nave in compiti di rappresentanza, ad esempio con la partecipazione il 5 maggio 1938 alla parata navale nel golfo di Napoli, in onore della visita del cancelliere tedesco Adolf Hitler e con lo svolgimento di qualche visita diplomatica nei porti del Mediterraneo centrale.
All'inizio di aprile 1939 la nave partecipò all'invasione italiana dell'Albania. Nell'occasione la Regia Marina schierò davanti alle coste albanesi una squadra navale al comando dell'ammiraglio Arturo Riccardi, con insegna sul Cavour, composta dalle due corazzate classe Conte di Cavour, dai quattro incrociatori pesanti della classe Zara, dagli incrociatori leggeri Luigi di Savoia Duca degli Abruzzi, Giuseppe Garibaldi, Giovanni delle Bande Nere e Luigi Cadorna e dalle loro scorte di cacciatorpediniere e torpediniere: la squadra proteggeva un corpo di spedizione composto da circa 11 300 uomini, 130 carri armati e materiali di vario genere. Nonostante l'imponente spiegamento di forze, l'azione delle navi italiane nei confronti dei timidi tentativi di reazione albanesi si limitò soltanto ad alcune salve sparate a Durazzo e a Santi Quaranta. Le forze italiane incontrarono scarsissima resistenza e in breve tempo tutto il territorio albanese fu sotto il loro controllo, con il re Zog I di Albania costretto a recarsi in esilio.

#### La battaglia di Punta Stilo

La sezione centrale del Cesare annerita dagli incendi causati dal colpo sparato dalla britannica HMS Warspite a Punta Stilo

Al momento dell'entrata dell'Italia nella seconda guerra mondiale il 10 giugno 1940, il Cesare era inquadrata con la gemella Cavour nella V Divisione navi da battaglia della I Squadra navale di base a Taranto, ricoprendo il ruolo di ammiraglia della flotta e alzando l'insegna dell'ammiraglio Inigo Campioni: al momento dell'entrata in guerra il Cesare e il Cavour erano le sole due navi da battaglia della Regia Marina in servizio attivo, visto che le due classe Duilio stavano completando l'allestimento dopo i lavori di ricostruzione e le due nuove corazzate classe Littorio erano ancora impegnate con i collaudi. Al comando del capitano di vascello Angelo Varoli Piazza, il 7 luglio il Cesare prese il mare in compagnia del Cavour' e di gran parte della I Squadra (18 incrociatori e 36 cacciatorpediniere) per scortare a distanza un convoglio partito da Napoli il 6 luglio e diretto a Bengasi; il 9 luglio il Cesare si trovò quindi coinvolto, nelle acque del mar Ionio a sud della Calabria, negli eventi della battaglia di Punta Stilo: il primo e unico scontro della guerra che vide direttamente contrapposte le corazzate della Regia Marina alle loro equivalenti della Royal Navy.
Le forze italiane entrarono in contatto con una squadra navale della Mediterranean Fleet britannica intenta a proteggere la partenza di due convogli da Malta: dopo un primo scontro senza esito tra le opposte formazioni di incrociatori, furono le navi da battaglia a entrare in contatto balistico e, alle 15:52, il Cesare aprì il fuoco dalla distanza di 26 400 metri (il Cavour addirittura da 30 000 metri) sulla HMS Warspite e HMS Malaya, armate di cannoni da 381 mm. Lo scontro a fuoco durò solo pochi minuti: una salva del Cesare finita lunga esplose in mare nelle vicinanze dei cacciatorpediniere britannici HMS Hereward e HMS Decoy, causando loro lievi danni da schegge; alle 15:59, invece, un proiettile da 381 mm della Warspite sparato da più di 24 000 metri di distanza raggiunse il Cesare sul lato sinistro della zona centro-poppiera della nave. Perforando il fumaiolo più a poppa, il proiettile esplose sul ponte di tuga alla base del fumaiolo stesso mentre l'ogiva proseguiva la sua corsa perforando il ponte di castello e alcuni locali interni, prima di andare a fermarsi contro il lato interno della cintura corazzata; l'esplosione causò la deflagrazione secondaria della riservetta di munizioni della torre da 120/50 mm numero 4 e un incendio alimentato dai giubbotti di salvataggio e altri materiali infiammabili ammassati sul ponte, che fece a sua volta detonare le munizioni di pronto impiego di un impianto antiaereo da 37/54 mm.

L'ogiva del proiettile che colpì il Cesare a Punta Stilo, recuperato all'interno dello scafo dopo la battaglia

Subito dopo aver incassato il colpo, il Cesare accostò in fuori per allontanarsi dalla formazione britannica, continuando a fare fuoco sul nemico con le torri di poppa e proteggendosi con una cortina fumogena alzata dai suoi impianti di nebbiogeni. I ventilatori della nave risucchiarono il fumo degli incendi in alcuni locali caldaie, che dovettero essere evacuati dal personale dopo aver provveduto allo spegnimento degli impianti; ciò provocò uno scadimento della velocità massima del Cesare da 27 a 18 nodi, cosa che spinse il prudente ammiraglio Campioni a ordinare alle 16:01 lo sganciamento dall'azione delle due corazzate, proteggendo la manovra con attacchi siluranti dei suoi cacciatorpediniere ai danni delle navi britanniche. La manovra riuscì perfettamente e, alle 16:30, il Cesare poté riprendere un'andatura di 20 nodi dopo che le squadre di sicurezza avevano provveduto a estinguere gli incendi a bordo e ripristinare il funzionamento di parte delle caldaie prima spente. Il Cesare fece quindi il suo ingresso, alle 21:00, nel porto di Messina: le ispezioni confermarono che i danni riportati nello scontro non erano gravi né incapacitanti, anche se la nave dovette lamentare sensibili perdite umane tra il suo equipaggio ammontanti a 66 morti e 49 feriti. Come riconoscimento per la sua partecipazione allo scontro, la bandiera di combattimento del Cesare fu insignita della medaglia d'argento al valor militare.

#### Operazioni nel 1940

La nave fotografata a Taranto nel 1940

Dopo una breve sosta a Messina per effettuare i primi raddobbi d'emergenza, il 13 luglio il Cesare si trasferì con l'incrociatore pesante Bolzano (anch'esso danneggiato nella battaglia dal tiro britannico) a La Spezia per sottoporsi ai lavori di riparazione, proseguiti dal 15 al 31 luglio seguenti; dopo una sosta a Genova per i collaudi, il 10 agosto il Cesare raggiunse Taranto per rientrare nei ranghi della squadra da battaglia. Il 31 agosto la nave ebbe ordine di prendere il mare con gran parte della flotta italiana per contrastare una serie di movimenti navali britannici attorno a Malta, operati tanto dalla Mediterranean Fleet da Alessandria d'Egitto quanto dalla Force H da Gibilterra (operazione Hats). il Cesare, in realtà, salpò alle 03:30 del 1º settembre a causa di problemi minori mentre mollava gli ormeggi e si riunì alla squadra da battaglia in mattinata: tuttavia vari motivi, tra cui il rapido peggiorare delle condizioni meteo nello Ionio, impedirono l'entrata in contatto delle forze contrapposte e la flotta italiana rientrò a Taranto nel pomeriggio del 1º settembre. Il Cesare si trovava in porto a Taranto quando, nella notte tra l'11 e il 12 novembre, gli aerosiluranti britannici attaccarono la flotta italiana ferma all'ancora, causando gravi danni alle corazzate Cavour (mai più rientrata in servizio), Duilio e Littorio; con il Doria ancora impegnato nella messa a punto dopo la ricostruzione, la Regia Marina poté schierare per qualche mese solo il Cesare e la nuova Vittorio Veneto. Le due grandi unità, insieme alla I Divisione incrociatori e alla X, XI e XIII Squadriglia lasciarono Taranto il 12 su ordine di Supermarina e si ormeggiarono a Napoli.
Il 16 novembre una squadra navale italiana con il Cesare e il Vittorio Veneto (ora ammiraglia di Campioni) lasciò Napoli per dirigere all'intercettamento di una formazione navale britannica segnalata a sud-ovest della Sardegna; questa era uno scaglione della Force H diretto a lanciare dei velivoli di rinforzo per Malta (operazione White): l'uscita in mare delle navi italiane obbligò i britannici a ritirarsi dopo aver lanciato i loro velivoli prima del previsto, e la maggior parte degli apparecchi non riuscì a raggiungere Malta. Pochi giorni dopo Campioni uscì nuovamente in mare da Napoli con il Cesare e la Vittorio Veneto per contrastare nuovi movimenti navali della Force H al largo della Sardegna, volti a coprire l'invio di un convoglio a Malta: l'incontro tra le due formazioni portò all'inconcludente battaglia di capo Teulada, nel corso della quale il Cesare non ebbe parte alcuna poiché si ritrovò troppo lontana dalle unità avversarie. Il fugace cannoneggiamento tra le due squadre fu interrotto dopo poco dai due prudenti ammiragli in comando, fatto che costò poi a Campioni l'esonero dalla guida della squadra da battaglia e la sua sostituzione con l'ammiraglio Angelo Iachino.
Il 14 dicembre bombardieri della Royal Air Force britannica colpirono duramente il porto di Napoli, danneggiando gravemente l'incrociatore Pola; ciò spinse il comando italiano a trasferire il 15 dicembre il Cesare e il Vittorio Veneto nell'ancor più lontana base de La Maddalena in Sardegna, consentendo nei giorni seguenti ai britannici di svolgere senza contrasto una serie di movimenti navali nello Ionio. Le corazzate italiane tornarono a Napoli solo il 20 dicembre, una volta che le difese antiaeree della città furono rafforzate.

#### Operazioni tra il 1941 e il 1943

Una salva delle artiglierie principali del Cesare durante un'esercitazione di tiro

L'8 gennaio 1941, per proteggere una serie di complessi movimenti navali britannici attorno a Malta (operazione Excess), la RAF tornò a martellare il porto di Napoli: varie bombe esplosero nelle vicinanze del Cesare ferma all'ancora causando infiltrazioni di acqua nella carena e l'avaria di una delle turbine della nave, mentre le schegge generate dalle esplosioni uccisero cinque membri dell'equipaggio e ne ferirono altri 20. Per evitare ulteriori rischi, nel pomeriggio del 9 gennaio il comando italiano ordinò al Cesare e al Vittorio Veneto di trasferirsi a La Spezia, rinunciando a farli intervenire contro le formazioni britanniche; il Cesare proseguì poi per Genova, nei cui cantieri fu sottoposto a riparazioni. Riunitasi al resto della squadra navale a La Spezia alla fine di gennaio, l'8 febbraio il Cesare prese il mare con il resto delle navi di Iachino dopo segnalazioni della ricognizione circa movimenti della Force H britannica a occidente della Sardegna; per una serie di ritardi della ricognizione, disguidi nelle comunicazioni e negligenze nell'inoltro di rapporti e avvistamenti, le unità italiane non riuscirono a entrare in contatto con le navi britanniche, che il 9 febbraio poterono quindi bombardare impunemente Genova (dove ritenevano si trovasse ancora il Cesare) per poi ripiegare senza danni. il Cesare e le altre unità della squadra da battaglia di Iachino diressero quindi su Napoli la mattina dell'11 febbraio in attesa che i dragamine ripulissero le entrate alla rada di La Spezia, minate dai velivoli britannici in concomitanza con il bombardamento di Genova, facendo rientro nella base ligure più tardi quel pomeriggio.

La nave con la colorazione mimetica adottata nel 1942

Il Cesare trascorse gran parte del 1941 in maniera inoperosa, visto che il progressivo scadimento della sua velocità massima, dovuto all'usura del suo datato apparato motore, non le consentiva più di operare al fianco delle corazzate classe Littorio nel contrasto alle formazioni da battaglia britanniche. Un possibile suo impiego nel quadro dell'assalto aviotrasportato tedesco a Creta, a fianco del Doria, fu escluso da Supermarina visto che le altre quattro corazzate erano tutte ferme per lavori e la recente disfatta di Matapan. Solo il 16 dicembre 1941 il Cesare tornò a partecipare a un'azione, quando lasciò Taranto in squadra con il Littorio e il Doria per scortare a distanza un convoglio di rifornimenti urgenti diretto a Tripoli (operazione M42); il Cesare e il Doria erano stati richiamati in forza alla squadra dopo che la Vittorio Veneto ebbe riportato danni in un siluramento per opera del sommergibile HMS Urge il 14 dicembre precedente. La formazione italiana fu distaccata nel pomeriggio del 17 dicembre per intercettare navi britanniche segnalate come in avvicinamento al convoglio, in realtà esse stesse un piccolo convoglio diretto a Malta: il contatto tra le due formazioni diede luogo a un breve scontro (la cosiddetta prima battaglia della Sirte), nel quale il Cesare non ebbe parte e che si concluse senza risultati dopo pochi minuti, per il sopraggiungere della notte. Completato il trasferimento del convoglio a Tripoli, le navi italiane rientrarono quindi senza danni alla base.
Il 3 gennaio 1942 il Cesare, sempre in squadra con il Littorio e il Doria, lasciò Taranto per essere nuovamente impiegato come scorta a distanza per un grosso convoglio di rifornimenti diretto a Tripoli (operazione M43); l'operazione fu portata a termine il 6 gennaio seguente senza che si fosse registrato alcun contatto con il nemico, e la formazione rientrò quindi a Taranto. L'azione rappresentò l'ultima missione di guerra per il Cesare: in ragione della complessiva obsolescenza dell'unità e della sempre più grave carenza di carburante che affliggeva la flotta italiana si decise di ritirare la corazzata dalle operazioni di prima linea. Passato in "tabella di armamento ridotto" dopo il marzo 1942, il Cesare rimase alla fonda a Taranto svolgendo unicamente attività di addestramento; il 30 dicembre 1942 la corazzata ricevette ordine di trasferirsi a Pola in vista di un turno di grandi lavori di modernizzazione da svolgersi nei cantieri di Trieste: questi lavori non iniziarono mai e nel gennaio 1943 la nave fu posta in riserva, rimanendo all'ancora a Pola e venendo impiegata unicamente come nave caserma e d'addestramento statico per gli allievi delle locali scuole equipaggi. Con l'entrata in servizio della terza e ultima corazzata della classe Littorio, la Roma, l'utilità bellica del Cesare venne meno e gran parte del suo equipaggio fu sbarcata e destinata alle unità leggere per la scorta del traffico navale, di cui vi era maggiore necessità.

#### L'armistizio

il Cesare lascia Pola il 9 settembre 1943

Il Cesare si trovava ancora ferma a Pola quando, la sera dell'8 settembre 1943, fu annunciata la stipula di un armistizio tra l'Italia e gli Alleati. Più tardi quella sera stessa, il ministro della Marina Raffaele de Courten comunicò a tutte le basi della Regia Marina che, in ottemperanza alle clausole dell'armistizio, tutte le unità in grado di muoversi dovevano lasciare gli ormeggi e trasferirsi a Malta o in altri porti controllati dagli Alleati; nonostante de Courten si premunisse di comunicare che l'armistizio non prevedeva in alcun modo una cessione delle navi agli Alleati e l'abbassamento dell'insegna italiana su di esse, la notizia generò confusione e discussioni anche accese tra comandanti e marinai, per quanto gli episodi di aperta opposizione all'ordine furono contenuti. Il comandante della flotta da battaglia riunita a Genova e La Spezia, ammiraglio Carlo Bergamini, ebbe uno scambio animato con de Courten la sera dell'8 settembre, ma pur proponendo l'autoaffondamento delle unità si convinse infine a salpare la mattina del 9 settembre per La Maddalena; la vicenda si concluse tragicamente quel pomeriggio, quando la corazzata Roma fu attaccata e affondata al largo della Corsica da velivoli tedeschi con la morte di Bergamini e di gran parte dell'equipaggio: l'ammiraglio Romeo Oliva, subentrato nel comando della squadra, condusse poi le navi a Malta l'11 settembre. A Taranto, dove erano dislocate le corazzate Duilio e Doria e un gruppo di incrociatori, il contrammiraglio Giovanni Galati (comandante degli incrociatori) si rifiutò di ottemperare all'ordine ed espresse il desiderio di autoaffondare le sue navi, venendo per questo sbarcato e posto agli arresti con alcuni ufficiali inferiori dall'ammiraglio Brivonesi suo superiore; le navi della squadra di Taranto, agli ordini dell'ammiraglio Alberto da Zara, lasciarono quindi la base la mattina del 9 settembre e raggiunsero Malta il 10, dopo che alcune pacate proteste degli equipaggi erano rientrate grazie alla rassicurazione che le unità non sarebbero state consegnate agli anglo-statunitensi. I comandanti delle torpediniere Pegaso e Impetuoso, Riccardo Imperiali e Giuseppe Cigala Fulgosi, dopo aver soccorso i naufraghi del Roma trasportandone i feriti alle Isole Baleari decisero di autoaffondare le loro unità invece di raggiungere Malta con il resto della flotta.
I più gravi episodi di indisciplina legati alle concitate fasi dell'armistizio si verificarono sul Giulio Cesare. La nave, che si trovava nel Cantiere Scoglio Olivi di Pola, fu rapidamente riarmata reintegrando la scorta di munizioni prima sbarcata per ragioni di sicurezza e, dotata di un equipaggio ridotto, salpò alle 16:00 del 9 settembre senza incidenti con le truppe tedesche dislocate a Pola e senza che il suo comandante, il capitano di fregata Vittorio Carminati, facesse trapelare quale fosse la destinazione e la sorte a cui l'unità andava incontro. L'unità lasciò Pola con la scorta della torpediniera Sagittario e della corvetta Urania; poco fuori dall'uscita dal porto un sommergibile tedesco si era posizionato all'agguato delle unità italiane, ma fu avvistato dal Sagittario che gli si lanciò contro per speronarlo: il battello dovette immergersi repentinamente e il siluro lanciato ai danni del Cesare finì fuori bersaglio. Le tre unità discesero quindi l'Adriatico con l'ordine di recarsi a Cattaro in Dalmazia per rifornirsi di carburante, dato che la nafta che si trovava nei serbatoi del Cesare era insufficiente per raggiungere Malta; giunsero notizie circa il fatto che Trieste e Fiume erano state occupate dai tedeschi e, presto, ogni comunicazione con il comando regionale di Venezia fu interrotta. Secondo fonti tedesche, all'imbrunire del 9 settembre una motosilurante della Kriegsmarine riuscì ad avvicinarsi abbastanza da tentare un lancio di siluri ai danni della corazzata, senza però colpirla e senza che da bordo delle navi italiane si avesse avuto cognizione dell'attacco.
Lo stato di incertezza totale su quale fosse il destino dell'unità stava spingendo molti membri dell'equipaggio a temere che il Cesare sarebbe stata consegnata agli Alleati una volta giunta a destinazione, circostanza che molti ufficiali e comuni erano decisi a impedire, anche autoaffondando la nave se necessario. Gli elementi che si pronunciarono con più decisione per questa soluzione risultarono essere il maggiore del genio navale Fornasari (direttore di macchina), il capitano del genio navale Spotti e il guardiamarina Tentoni. Alle 22:30 del 9 settembre, mentre il Cesare e la sua scorta si trovavano all'altezza di Ancona a circa 70 miglia dalla costa, il secondo capo Filipponi prese l'iniziativa di chiedere, per tramite del capitano Spotti, al comandante Carminati di chiarire le sue intenzioni sul destino della nave; alla risposta evasiva di Carminati su cosa sarebbe successo dopo lo scalo a Cattaro, scattò la ribellione. Alle 02:15 del 10 settembre gruppi di uomini armati si impossessarono della nave senza spargimento di sangue: il comandante fu rinchiuso nella sua cabina e piantonato, gli altri ufficiali rimasti a lui fedeli furono messi agli arresti nel locale timoneria a poppa. Fornasari dispose di aumentare la velocità facendo rotta verso Ortona e iniziarono i preparativi per l'autoaffondamento con la sistemazione di cariche esplosive intorno alle "prese a mare" e nei locali caldaia. Carminati, dopo una notte di trattative, riuscì tuttavia a riprendere il controllo della situazione, assicurando che la sosta a Cattaro sarebbe stata solo tecnica e dando la parola d'onore che, in caso di consegna a una potenza straniera, avrebbe dato l'ordine di autoaffondare la nave. Alle 09:15 del 10 settembre il comandante parlò all'intero equipaggio assicurando che la nave sarebbe restata con la bandiera e sotto comando italiani, e promettendo di non fare parola dell'ammutinamento per non esporre a conseguenze gli uomini coinvolti.

La Giulio Cesare ormeggiato a Taranto nel 1944

Il Cesare così proseguì in direzione di Cattaro, venendo avvistata nella mattinata da un ricognitore della Luftwaffe; intorno alle 12:15 la piccola formazione italiana si ricongiunse con la nave appoggio idrovolanti Giuseppe Miraglia, fuggita fortunosamente da Venezia: il comandante del Miraglia capitano di vascello Gaetano Correale, superiore in grado di Carminati, assunse la guida della formazione. Un'ora più tardi, alle 13:15, cinque bombardieri in picchiata Junkers Ju 87 "Stuka" si lanciarono all'attacco delle navi italiane, forse nella convinzione che le armi antiaeree della disarmata Cesare fossero per gran parte inattive. Al contrario, la nave scatenò un violento fuoco di sbarramento ai danni degli attaccanti, scompaginandone la formazione e obbligandoli a sganciare senza precisione i loro ordigni che finirono tutti in mare; nel corso dell'azione il guardiamarina Tentoni, che era stato uno dei più determinati nel corso del precedente ammutinamento, si distinse nell'organizzare il fuoco contraereo. Dopo l'attacco giunse via radio dal comando di Brindisi l'ordine di annullare la sosta a Cattaro, ormai prossima a cadere in mano ai tedeschi, e la formazione fece quindi rotta per Taranto via canale d'Otranto; bruciando le ultime tonnellate di nafta nei serbatoi, il Cesare raggiunse la base pugliese alle 14:00 dell'11 settembre, trovando Taranto già occupata dalle truppe britanniche sbarcate il 9 settembre. A dispetto delle iniziali assicurazioni di Carminati, una volta a Taranto gli elementi individuati come i principali istigatori dell'ammutinamento del 10 settembre furono denunciati, sbarcati e posti agli arresti. Nel giugno 1945 una commissione di inchiesta sui fatti verificatisi a bordo del Cesare contestò al maggiore Fornasari, al capitano Spotti e al guardiamarina Tentoni una serie di addebiti; considerando i nobili ideali che avevano ispirato la ribellione, la Marina ebbe tuttavia un atteggiamento molto comprensivo verso i protagonisti dell'ammutinamento e il procedimento si concluse il 9 novembre 1946 per tutti gli imputati con la pena della sospensione di 12 mesi dal servizio, provvedimento però subito condonato.
Dopo aver fatto rifornimento di nafta, il Cesare ripartì per Malta alle 14:00 del 12 settembre insieme al Miraglia. Alle 07:25 del giorno successivo le due unità incontrarono nei pressi di Capo Passero una squadra britannica formata dalla nave da battaglia Warspite e quattro cacciatorpediniere: dopo essersi messe in linea di fila dietro alla corazzata britannica, le unità italiane raggiunsero Malta alle 12:00 dello stesso giorno riunendosi al resto della flotta, il cui comando era stato assunto dall'ammiraglio da Zara. Il Cesare fu ormeggiato quindi a Marsa Scirocco e, in piena ottemperanza delle clausole armistiziali, la bandiera italiana non fu ammainata e l'equipaggio italiano rimase a bordo. Dopo accordi tra il comando della Regia Marina e le autorità alleate, le navi italiane internate a Malta iniziarono a rientrare a Taranto nei primi giorni di ottobre 1943, a eccezione delle corazzate che inizialmente il comando alleato decise di lasciarle a Malta sotto il loro diretto controllo, ma nel giugno 1944 alle tre corazzate più anziane fu permesso di tornare al porto italiano di Augusta per scopi di addestramentole; le due superstiti classe Littorio furono inviate in Egitto e rimasero internate ai Laghi amari fino alla conclusione della guerra, mentre il Cesare e le due Duilio furono autorizzate al rientro solo il 17 giugno 1944. il Cesare gettò l'ancora a Taranto il 28 dopo una sosta di dieci giorni ad Augusta. Una volta a Taranto, la corazzata fu ancora una volta posta in "tabella di armamento ridotto" e non svolse più alcuna attività fino alla fine della guerra.
In totale, durante il conflitto, il Cesare aveva portato a termine 38 missioni di guerra, delle quali 8 per ricerca del nemico, 2 per scorta ai convogli e protezione del traffico nazionale, 14 per trasferimenti e 14 per esercitazioni, per un totale di 16 947 miglia percorse e 912 ore di moto effettuate.

#### Il trattato di pace

Il Giulio Cesare con la colorazione della cobelligeranza a Taranto nel 1947, affiancata al cacciatorpediniere

Anche dopo la conclusione delle ostilità il Cesare rimase ormeggiato a Taranto senza più uscire in mare. Dopo aver temporaneamente ospitato a bordo la sede dell'Ispettorato delle Forze Navali, nonché alcuni corsi della locale scuola equipaggi, nel dicembre 1946 la nave fu posta in condizione di "disponibilità" e l'equipaggio imbarcato fu ulteriormente ridotto in numero. Il 10 gennaio 1947 fu infine posta in disarmo mantenendo a bordo solo poco personale in funzione di guardia.
Nel frattempo erano in pieno corso le trattative tra gli Alleati circa le condizioni di pace da infliggere all'Italia, riguardanti anche la cessione di parte della flotta. Già nell'ottobre 1943, durante la terza conferenza di Mosca tra i ministri degli esteri delle tre principali potenze alleate, l'Unione Sovietica aveva formulato la richiesta di una immediata consegna a suo favore di una consistente quota di naviglio mercantile e militare italiano, tra cui una delle corazzate; alla richiesta si era opposto il primo ministro britannico Winston Churchill, desideroso di non guastare i rapporti da poco ripristinati con il governo italiano, e la questione era stata infine risolta con la cessione temporanea ai sovietici di un quantitativo di unità anglo-statunitensi, compresa l'anziana corazzata HMS Royal Sovereign, ribattezzata Archangel'sk rimandando al trattato di pace finale la definizione della spartizione della flotta italiana. Subito dopo la conclusione delle ostilità i governi alleati si orientarono progressivamente verso la formulazione di un trattato di pace punitivo dell'Italia sconfitta, sebbene a condizioni migliori di quelle riservate alla Germania nazista o all'Impero giapponese; il testo dell'accordo, reso noto al governo italiano il 30 luglio 1946, fu poi concretizzato nel trattato di Parigi fra l'Italia e le potenze alleate siglato il 10 febbraio 1947, ratificato dall'Assemblea Costituente il 31 luglio e quindi entrato in vigore il 15 settembre dello stesso anno. Circa le clausole navali, all'Italia fu concesso di trattenere in servizio 147 unità da guerra per complessive 151 722 tonnellate di dislocamento, ma dovette cedere agli Alleati 165 unità per complessive 198 759 tonnellate; i trasferimenti principali erano disposti a favore di Unione Sovietica e Francia, con aliquote minori destinate invece ad altre potenze (Stati Uniti, Regno Unito, Jugoslavia, Grecia e Albania).

il Cesare nel 1948 poco prima del trasferimento all'Unione Sovietica

L'Italia poté trattenere le due navi da battaglia classe Duilio, le altre tre superstiti unità furono assegnate a Stati Uniti, Regno Unito ed Unione Sovietica; la richiesta di Mosca di ottenere una delle moderne Littorio fu rifiutata dagli anglo-statunitensi e ai sovietici fu quindi assegnata il Cesare, unitamente ad altre unità tra cui l'incrociatore Emanuele Filiberto Duca d'Aosta, la nave scuola a vela Cristoforo Colombo, sei tra cacciatorpediniere e torpediniere, due sommergibili e naviglio minore. La comunicazione dell'ammontare delle cessioni da effettuare scatenò forti proteste in seno agli ambienti della Marina e l'ammiraglio de Courten si dimise dalla carica di capo di stato maggiore; trattative bilaterali tra l'Italia ed i governi alleati consentirono poi di ridurre l'ammontare dei trasferimenti di navi a favore delle potenze occidentali, ma non ebbero alcun esito con i sovietici che pretesero la pronta consegna di tutta la quota loro spettante (salvo poche unità minori, giudicate come troppo usurate). La cessione all'URSS di due unità dall'alto valore simbolico come il Cesare e il Colombo portò alla formulazione, da parte di esponenti di movimenti giovanili di estrema destra estranei alla Marina, di piani di sabotaggio delle navi in questione, da attuarsi nel gennaio 1949 poco prima della loro consegna: tali piani furono prontamente sventati dalle autorità italiane, anche sulla base del fatto che, a norma del trattato di pace, qualunque unità perduta per sabotaggio prima della consegna doveva essere sostituita da una corrispondente unità scelta tra quelle rimaste all'Italia.
Le norme del trattato imponevano che l'Italia cedesse le navi «in condizioni operative», ovvero pronte all'impiego con tutti gli apparati funzionanti e le dotazioni di bordo complete, non oltre tre mesi dall'entrata in vigore del trattato stesso. Questo termine si rivelò impossibile da rispettare, sia per la riluttanza della Marina a collaborare sia, più oggettivamente, per la situazione di profondo dissesto in cui si trovavano i cantieri navali e il bilancio statale dell'Italia postbellica: al giugno 1948 su nessuna delle unità spettanti ai sovietici erano iniziati i lavori di ripristino. Le trattative tra Italia e Francia avevano nel frattempo portato all'adozione della cessione delle navi «nelle condizioni in cui si trovavano», con l'obbligo per gli italiani di approntare solo quegli interventi tecnici necessari a un loro trasferimento in sicurezza nei porti previsti per la cessione; desideroso di chiudere al più presto la questione della cessione delle navi, il governo sovietico acconsentì, nel luglio 1948, ad adottare questa formula anche per la sua quota di naviglio. Ferma in porto da cinque anni praticamente senza equipaggio, il Cesare si trovava in condizioni di efficienza più che mai ridotte, e nel settembre 1948 fu quindi sottoposta a un ciclo di lavori nei cantieri di Taranto: gli interventi si concentrarono principalmente, con una generale parsimonia di spese, sul ripristino e controllo dell'apparato propulsivo, dei sistemi di sicurezza e degli organi di governo della nave, oltre che sull'imbarco delle normali dotazioni dell'unità.
Dopo una prima uscita in mare per prove al largo di Taranto nell'autunno 1948, il 9 dicembre, senza che ne fosse data notizia alcuna, il Cesare lasciò la base per recarsi ad Augusta, dove era attesa una missione di ufficiali sovietici incaricata di ispezionare la nave prima della consegna. Una volta a destinazione, il 15 dicembre 1948 il Cesare fu ufficialmente radiata dai registri della Marina Militare italiana nave venne definitivamente radiata dal registro navale italiano a decorrere dal 15 dicembre 1948 con decreto del Presidente della Repubblica del 29 aprile 1949. e assunse la denominazione Z.11: come per tutte le altre unità di cui era previsto il trasferimento agli Alleati, la nave avrebbe navigato verso il porto di destinazione sotto la bandiera della Marina mercantile italiana e con un equipaggio composto da marittimi civili e una dotazione completa di 1 100 proiettili da 320 mm, oltre al munizionamento per le armi secondarie, antiaeree e a 32 siluri da 533 mm appartenenti alle dotazioni dei sommergibili. Il porto prescelto per la consegna delle navi italiane ai sovietici era Odessa ma, visto che la convenzione di Montreux del 1936 non consentiva il passaggio attraverso i Dardanelli di navi da battaglia e sommergibili appartenenti a Stati privi di sbocchi sul Mar Nero, per il Cesare e i due sommergibili Marea e Nichelio fu indicato Valona come porto di consegna. Nella base di Augusta nel gennaio del 1949 giunse un gruppo di 56 membri degli equipaggi delle unità in fase di consegna, tra cui il comandante della corazzata, il Capitano di 1° rango Jurij Zinov'ev (in russo: Юрий Зиновьев) che aveva iniziato la sua carriera come semplice marinaio durante il primo conflitto mondiale e nel corso della seconda guerra mondiale aveva comandato l'incrociatore Molotov e dalla primavera del 1942 la nave da battaglia Parižskaja Kommuna. Improvvisamente il 19 gennaio il comandante Zinov'ev morì a causa di un attacco cardiaco e venne sostituito dal pari grado Comandante Boris Beljaev, che si imbarcò sulla nave a Valona e che nel corso del conflitto aveva comandato il cacciatorpediniere Baku, una squadriglia di cacciatorpediniere e dall'aprile 1944 l'incrociatore Murmansk. La nave lasciò Augusta il 2 febbraio 1949 in compagnia dei due sommergibili e del trasporto militare italiano Stromboli. Al comando del capitano di lungo corso Enrico Dodero la nave intraprese una difficile traversata del mar Ionio in tempesta, con una velocità che non superava i 13-16 nodi, subendo alcuni danni in coperta a causa delle ondate. Il verbale di consegna della Z.11 fu firmato a Valona il 6 febbraio dal comandante della commissione sovietica, contrammiraglio Gordej Ivanovič Levčenko: La bandiera della Marina Sovietica venne per la prima volta innalzata a bordo dell'unità. Il giorno seguente, 7 febbraio, venne formalizzata anche la cessione dei due sommergibili. I marittimi italiani rientrarono in patria a bordo dello Stromboli, mentre l'equipaggio sovietico prese possesso della nave alzando su di essa la bandiera della Voenno-morskoj flot.

## Servizio nella Marina sovietica

### Entrata in servizio
La corazzata, sempre accompagna dai due sommergibili e assistita da una nave ausiliaria sovietica, salpò da Valona il 20 febbraio e toccò Sebastopoli il 26. La cerimonia ufficiale di ingresso in servizio della nave con la Marina sovietica si tenne il 5 marzo 1949, dopo che il bastimento era stato sottoposto a lavori minimi di riassetto dei danni subiti nel trasferimento e di pitturazione con le tinte adottate per le unità sovietiche; alla nave fu assegnato il nome di Novorossijsk (in russo Новороссийск?) in onore dell'omonimo centro abitato della Russia meridionale, teatro di una dura battaglia nel 1943. Alla corazzata fu assegnato il ruolo di nuova nave ammiraglia della Flotta del Mar Nero.
La propaganda sovietica diede ampio risalto al fatto che la nave era stata consegnata come "bottino di guerra", ma il valore effettivo dell'unità era alquanto modesto. Le autorità sovietiche rimarcarono che la nave era stata consegnata in condizioni generali discutibili e con numerose inefficienze come la presenza di un'unica girobussola funzionante, l'occlusione di un gran numero di tubature dei sistemi ausiliari e del sistema antincendio, la ruggine affiorante un po' ovunque, il cattivo stato di funzionamento delle armi antiaeree (soddisfacente fu giudicata invece l'operatività delle armi principali e secondarie), l'inoperatività di molti sistemi come i generatori Diesel d'emergenza, le pompe, i proiettori e gran parte delle cucine di bordo. Tali deficienze erano essenzialmente dovute allo scorrere del tempo su un bastimento obsoleto, per anni privo di equipaggio e non sottoposto a interventi di manutenzione fatto salvo il frettoloso raddobbo effettuato poco prima della consegna. Il personale italiano ebbe modo di rimarcare che, tanto la commissione di controllo sovietica arrivata ad Augusta quanto l'equipaggio imbarcato a Valona, si erano concentrati principalmente nel controllare la consistenza delle dotazioni di bordo e nel verificare che non vi fossero stati atti di sabotaggio nei locali interni della nave.
Nonostante l'evidente obsolescenza dell'unità, la Novorossijsk rappresentava nel 1949 la nave di superficie più pesantemente armata della Marina sovietica, che in fatto di corazzate schierava solo due unità dell'obsoleta classe Gangut della prima guerra mondiale armate con cannoni da 305 mm; l'entrata in servizio della nave da battaglia italiana, di concezione più moderna rispetto alle equivalenti unità in servizio nella Marina sovietica, avrebbe dovuto servire a preparare e addestrare gli equipaggi in attesa dell'entrata in servizio delle nuove corazzate e incrociatori da battaglia la cui progettazione era iniziata negli anni immediatamente seguenti alla seconda guerra mondiale.

### Ammodernamenti

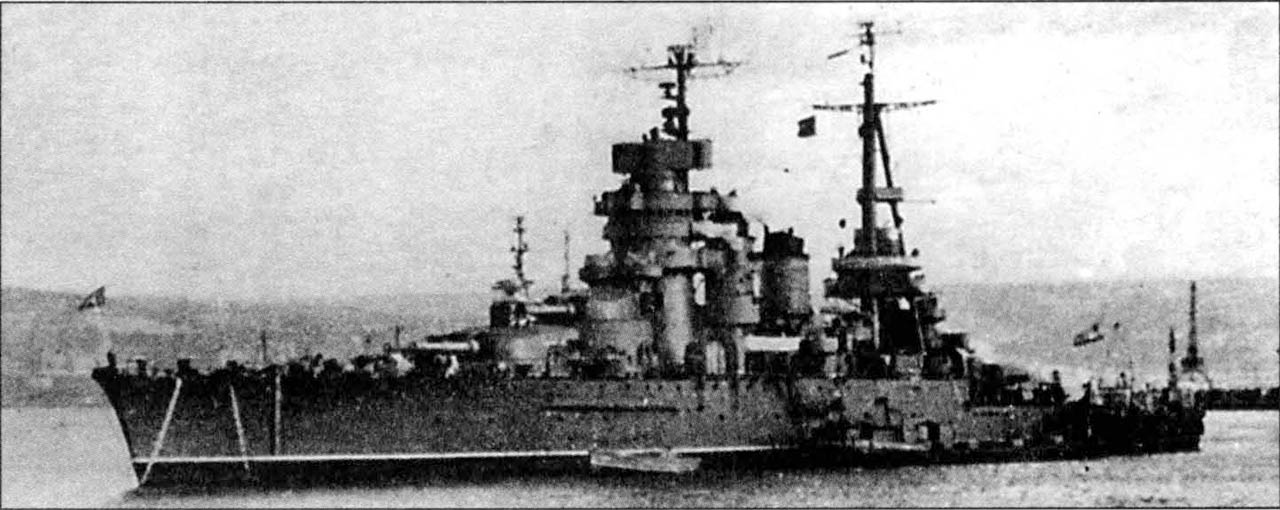
La corazzata dopo i lavori di ammodernamento effettuati dai sovietici

Dal 12 maggio al 18 giugno 1949 la corazzata fu sottoposta a un primo ciclo di lavori di riassetto, volti alla riattivazione degli apparati fuori uso, all'imbarco di strumentazione moderna (come radar e apparati di telecomunicazione) e alla coibentazione dei locali equipaggio, progettati per una nave destinata a operare nel Mediterraneo ma inadeguati alle rigide temperature invernali del Mar Nero. Fu anche messa in bacino di carenaggio per una generale riparazione e pulizia della carena, attività a cui non era più stata sottoposta dall'aprile 1942. Nell'estate 1949 la Novorossijsk partecipò alle manovre annuali della Flotta del Mar Nero, svolgendo un ruolo più propagandistico che effettivo visto che l'equipaggio non aveva ancora avuto sufficiente tempo per familiarizzare con la nave. Nel luglio 1950 entrò nuovamente in bacino di carenaggio per un turno di lavori di modifica e manutenzione straordinaria, a cui seguirono altre due soste in bacino nell'aprile-giugno e nell'ottobre 1951 seguite da una terza sosta nel giugno 1952. In effetti, l'attività operativa svolta nei primi anni fu alquanto modesta, funestata da frequenti avarie al sistema di propulsione.
Nel 1953 la nave fu sottoposta a lavori di ammodernamento più radicali che in passato: l'apparato motore e le caldaie furono completamente revisionati e furono installati al posto dei turboriduttori originali dei nuovi impianti Karkov, capaci di una potenza di 93 000 hp (69 000 kW); questi interventi consentirono di riportare la velocità massima della nave su valori superiori ai 27 nodi. Furono completamente sostituiti i generatori Diesel di emergenza e molti altri apparati ausiliari, l'albero di trinchetto fu modificato per alloggiare nuovi sistemi radar Zalp-M sovietici, e il torrione di comando fu modificato per consentire l'installazione di nuovi apparati di comunicazione radio e di una nuova direzione di tiro per i calibri principali. Tutte le mitragliere Breda dell'armamento antiaereo originale furono sbarcate e sostituite da armi sovietiche: in particolare furono imbarcate trenta bocche da fuoco da 37 mm M1939, ventiquattro impianti tipo V-11 (binati e raffreddati ad acqua) con una cadenza di tiro di 320-360 colpi al minuto e sei impianti tipo 70-K (singoli e raffreddati ad aria) con una cadenza di tiro di 150 colpi al minuto.
Nuovi interventi di manutenzione e ammodernamento si svolsero anche nel novembre 1954 e tra il febbraio e il marzo 1955: per quanto economicamente piuttosto costosi, avevano effettivamente migliorato le prestazioni generali di un bastimento varato ben 44 anni prima. Fu registrato un aumento del dislocamento nell'ordine di circa 200 tonnellate con conseguente leggero calo dell'altezza metacentrica della nave, senza che però questo influisse più di tanto con la stabilità trasversale. Anche in ragione della maggiore dimestichezza acquisita dall'equipaggio (salito a 1 542 uomini di cui 68 ufficiali e 243 sottufficiali), nel corso della campagna di esercitazioni della flotta della primavera 1955 la Novorossijsk giocò un ruolo più funzionale. Il problema principale che comprometteva l'operatività della nave era la scarsa dotazione di munizionamento per i cannoni principali, ridotta a quella consegnata dagli italiani nel 1949 visto che né la Marina né l'Esercito sovietico avevano in uso bocche da fuoco di calibro 320 mm. Vista l'impossibilità, in piena guerra fredda, di acquistare il munizionamento necessario direttamente dall'Italia (Paese ora membro della NATO), furono studiate alcune soluzioni tra cui la sostituzione dei pezzi originari con i cannoni da 305 mm delle corazzate classe Gangut ormai in via di dismissione; alla fine, si optò per far produrre specificamente all'industria sovietica un lotto di munizioni calibro 320 mm.
Visto che il nuovo proiettile da 320 mm della Novorossijsk sarebbe risultato la munizione di maggior calibro mai entrata in servizio nelle forze armate sovietiche fino a quel momento, furono formulate speculazioni circa il fatto che questi proiettili potessero essere dotati di una testata nucleare, a modello del "cannone atomico" a impiego terrestre M65 in quel momento in sviluppo negli Stati Uniti, trasformando così l'anziana corazzata in un assetto strategico di un certo valore. È tuttavia alquanto incerto che una simile possibilità sia mai stata presa in considerazione dai vertici della Voenno-morskoj flot, visto che la tecnologia sovietica dell'epoca non era ancora capace di miniaturizzare le testate nucleari fino alle dimensioni richieste per un proiettile d'artiglieria. In ogni caso, la produzione dei nuovi proiettili da 320 mm sovietici non risulta sia mai stata avviata in concreto, stante l'improvvisa perdita della Novorossijsk.

### L'affondamento

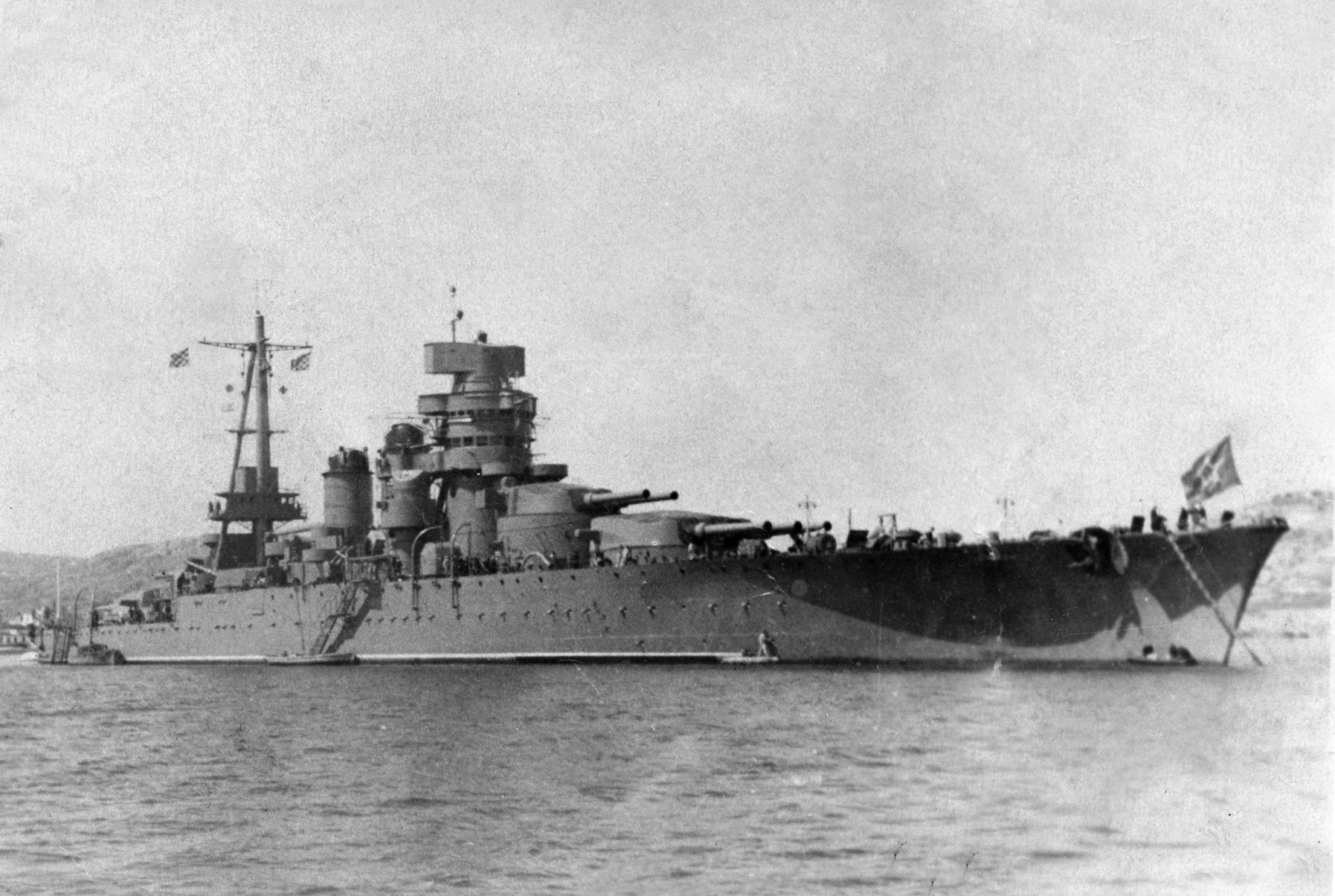
La nave fotografata a Sebastopoli nel 1950

Nel tardo pomeriggio del 28 ottobre 1955 la Novorossijsk gettò l'ancora nella baia di Sebastopoli dopo un'esercitazione in Mar Nero con le altre unità della flotta, pronta a partecipare alle celebrazioni per il centenario della fine dell'assedio della città nel 1855. Con l'ancora di sinistra affondata in mare assieme a un tratto della sua catena, l'unità si ormeggiò "alla boa", ovvero legandosi con cavi d'acciaio a due grosse boe poste a prua e poppa dello scafo; le boe erano saldamente fissate al fondo del mare con catene d'acciaio. La corazzata occupava il posto d'ormeggio numero 3, situato nella parte centrale della baia a circa 300 metri a nord della riva meridionale, davanti a un ospedale; in quel tratto il mare raggiungeva una profondità di 17-18 metri, di cui circa 10 erano occupati dallo scafo della nave; il fondale era formato da uno strato di fango piuttosto spesso (anche 15 metri) ma poco consistente. Varie altre unità di grosso tonnellaggio della Flotta del Mar Nero si trovavano in quel momento ormeggiate alla boa nella baia di Sebastopoli: le unità più vicine alla Novorossijsk erano gli incrociatori Molotov a ovest, Mihail Kutuzov a est e Frunze a nord-est. Circa 240 membri dell'equipaggio erano scesi a terra in licenza subito dopo la cena, ma 200 allievi dell'accademia navale si erano appena imbarcati unitamente ad alcuni tecnici civili, portando a 1 530 le persone a bordo della nave al momento del disastro; anche il comandante della nave, capitano di 1ª classe Aleksandr Pavlovič Kuchta, e il suo secondo ufficiale, capitano di 2ª classe Khurshudov, erano scesi a terra, lasciando il comando dell'unità al terzo ufficiale di bordo, capitano di 2º rango Sebulov.
Alle 01:31 del 29 ottobre la Novorossijsk fu scossa da una violenta esplosione verificatasi sotto lo scafo, sul lato di dritta della sezione di prua della nave; l'esplosione, registrata anche dai sismografi della stazione di rilevamento tellurico della vicina città di Sinferopoli, fu stimata avere una potenza di 1 000-1 200 chilogrammi di tritolo. L'esplosione non sollevò una colonna d'acqua particolarmente rilevante, segno che l'energia dello scoppio era stata assorbita in massima parte dalle strutture dello scafo; fu rilevata solo una modesta fiammata e un breve incendio sulla superficie dell'acqua, attribuiti alla completa distruzione nello scoppio di due imbarcazioni di servizio ormeggiate a fianco della corazzata. L'onda d'urto dell'esplosione si propagò principalmente in verticale, poco a dritta della linea della chiglia, provocando una falla della lunghezza di circa 22 metri nel fasciame e perforando tutti i ponti fino a sfogare in alto nel ponte di castello attraverso una fenditura di 14 × 4 metri slabbrata verso l'esterno, posta di poco davanti alle bocche dei cannoni della torre tripla di prua. L'area interessata dall'esplosione era costituita dalla sezione di prua del vecchio scafo (a cui era stata collegata la nuova prua durante i lavori negli anni 1930) ed era all'epoca occupata da locali di alloggio dell'equipaggio, apparecchiature ausiliarie e alcuni depositi; si stima che tra 50 e 100 marinai persero immediatamente la vita nell'esplosione.
Lo scoppio scardinò gran parte delle strutture stagne, in tre minuti la nave accusò un appruamento di 3-4 gradi ed un inizio di sbandamento sul lato di dritta. Il comandante in capo della Flotta del Mar Nero, il viceammiraglio Viktor Aleksandrovič Parkhomenko, fu informato alle 01:40 e una ventina di minuti più tardi raggiunse il luogo unitamente a diversi altri ufficiali di comandi locali: la presenza di un gran numero di ufficiali superiori generò una certa confusione nell'impartire gli ordini durante le operazioni di soccorso. Nonostante l'immersione a prua stesse continuando ad aumentare anche piuttosto rapidamente, Parkhomenko fu rassicurato dalla notizia che, stando ai calcoli del servizio di sicurezza della nave, lo scafo aveva imbarcato solo 1 200 tonnellate di acqua; in realtà, come fu poi ricalcolato, nonostante tutte le pompe in funzione a mezz'ora dall'esplosione la nave aveva già imbarcato circa 3 500 tonnellate di acqua, pari al 15% del suo dislocamento. Intorno alle 02:00 il comandante delle operazioni della Flotta, capitano di 1º rango Ovčarov, ordinò alla Novorossijsk di mollare gli ormeggi e farsi trainare dai rimorchiatori in un punto di basso fondale dove far adagiare la prua; il bordo del ponte di castello si trovava ormai al livello del mare, mentre il bulbo di prua aveva iniziato a strusciare sul fango del fondale. Il personale delle sale macchine stava tentando di rimettere in pressione le caldaie della nave, spente per la sosta, mentre altri marinai si davano da fare per puntellare le paratie attorno alla zona interessata dall'esplosione; gran parte dell'equipaggio non era però coinvolto nelle operazioni di soccorso e si era raccolto in coperta.

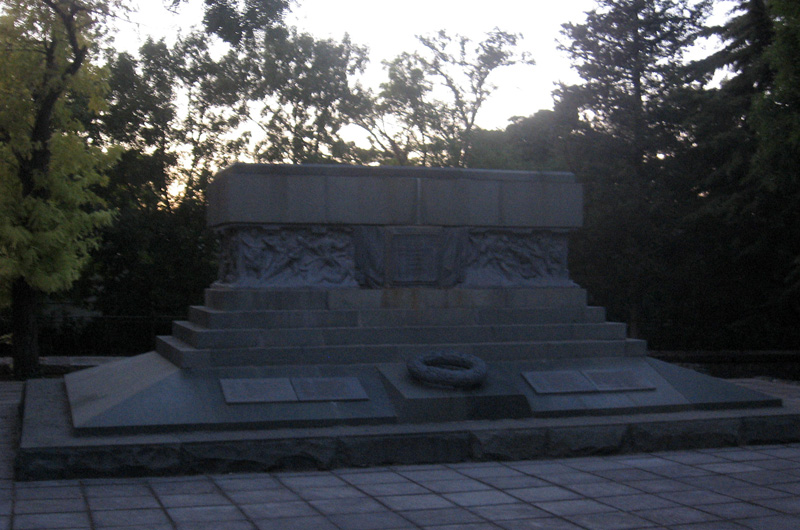
Il monumento ai marinai della Novorossijsk a Sebastopoli

Alle 03:00 il contrammiraglio Nikolaj Ivanovič Nikol'skij, capo di stato maggiore della Flotta del Mar Nero, suggerì di evacuare dalla nave i circa 800 membri dell'equipaggio raccoltisi inoperosi sul ponte, ma Parkhomenko respinse l'idea sostenendo che essa sarebbe servita solo a scatenare il panico; il viceammiraglio non riteneva la corazzata in pericolo di capovolgersi, visto che in quel punto sotto la chiglia si trovavano solo 7 metri d'acqua a fronte di una larghezza massima dello scafo di 28 metri. L'appruamento della nave stava intanto continuando, con l'acqua che lambiva la barbetta della torre tripla di prua e iniziava a penetrare anche dall'alto attraverso lo squarcio nel ponte aperto dall'esplosione; con la prua sempre più affondata nel molle fango del fondale i rimorchiatori faticavano nel cercare di trainare lo scafo verso sinistra: il tiro dei rimorchiatori e la resistenza dello scafo provocarono un abbattimento della nave sulla sinistra e un progressivo passaggio dello sbandamento dal lato di dritta a quello di sinistra, segno inequivocabile di una pericolosa perdita di stabilità trasversale. Alle 03:30 lo sbandamento verso sinistra aveva ormai raggiunto i 12°; un quarto d'ora più tardi Nikol'skij tornò a rivolgersi a Parkhomenko chiedendo di evacuare il personale non necessario, solo per ottenere un nuovo rifiuto. Alle 04:15, due ore e quarantacinque minuti dopo l'esplosione, con circa 7 000 tonnellate di acqua imbarcate lo sbandamento dello scafo toccò i 20° e la nave iniziò rapidamente a capovolgersi sul lato di sinistra, arrestandosi solo quando le alberature e le sovrastrutture iniziarono a immergersi nella molle fanghiglia del fondo, che oppose solo una modesta resistenza: la rotazione riprese seppur più lentamente. Alle 22:00 del 29 ottobre, diciotto ore dopo l'esplosione e con uno sbandamento che ormai era arrivato a 172°, anche la parte inferiore dello scafo scomparve sotto il livello del mare.
Il rovesciamento della Novorossijsk fu il peggior disastro navale in tempo di pace della storia della Russia: quando lo scafo iniziò a ruotare il personale presente in coperta si gettò in mare e fu soccorso dai battelli di salvataggio nelle vicinanze, ma molti marinai furono travolti dalle sovrastrutture della nave che si rovesciava. Dopo il completo rovesciamento solo poche speranze di sopravvivenza rimanevano per gli uomini rimasti all'interno dello scafo: sette marinai furono tratti fuori dai sommozzatori delle squadre di salvataggio entro cinque ore dall'incidente e altri due a ben 50 ore dal rovesciamento, prima che i soccorsi fossero sospesi il 1º novembre dato che non si udiva più alcun rumore provenire dall'interno dello scafo. In totale, nel disastro della Novorossijsk si contarono 609 morti e 48 feriti, appartenenti anche alle squadre di soccorso inviate da altre navi della flotta.
La Novorossijsk fu ufficialmente cancellata dai registri navali sovietici il 4 febbraio 1956. Le complesse operazioni di recupero del relitto presero il via nell'aprile 1957 e, già il 4 maggio seguente, lo scafo capovolto fu riportato in galleggiamento. Il relitto fu poi portato in una insenatura laterale, raddrizzato e avviato alla demolizione; uno dei pezzi da 320/44 fu conservato come memoriale e rimase esposto presso la scuola equipaggi di Sebastopoli almeno fino al 1971.

### L'inchiesta

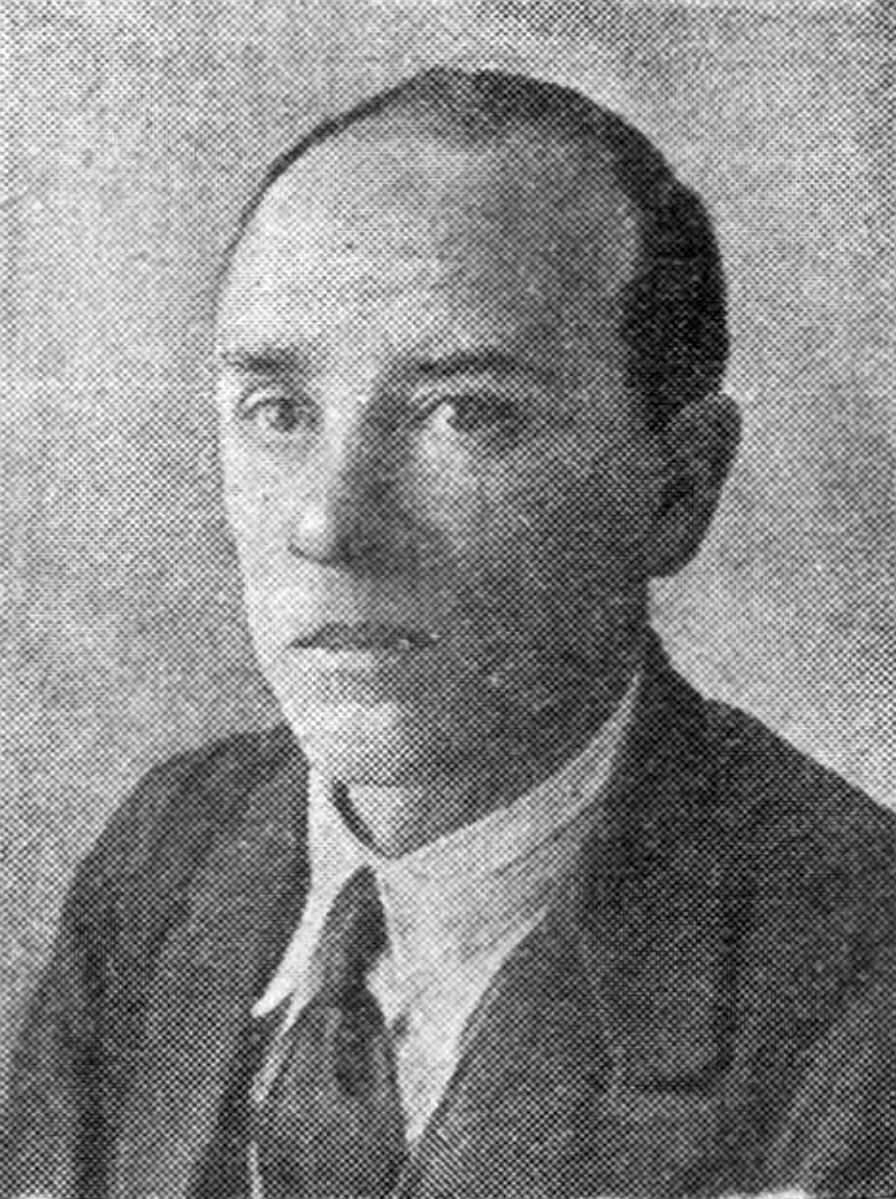
Vjačeslav Aleksandrovič Malyšev, presidente della commissione d'inchiesta che indagò sull'affondamento della Novorossijsk

Per indagare sulla perdita della Novorossijsk, il 1º novembre 1955 fu nominata una commissione d'inchiesta composta da tecnici navali di lunga esperienza; la commissione era presieduta da Vjačeslav Aleksandrovič Malyšev, generale del corpo ingegneristico, vicepresidente in carica del Consiglio dei ministri dell'Unione Sovietica e, fino al 1953, ministro dell'industria cantieristica. Malyšev, che durante la seconda guerra mondiale aveva ricoperto la posizione di commissario del popolo per l'industria pesante, aveva avuto modo di consultare già nel 1946, durante le trattative di pace con l'Italia, la documentazione tecnica dell'allora Giulio Cesare: in quella occasione Malyšev si era espresso contro la cessione dell'unità, ritenuta superata come strumento bellico, ma le sue rimostranze erano state messe da parte per ragioni di prestigio diplomatico. La commissione si servì delle strutture del KGB per interrogare tutti i superstiti dell'equipaggio, nonché i testimoni che avevano assistito all'esplosione da terra e il personale di servizio nella base navale di Sebastopoli; furono inoltre inviati gruppi di palombari e sommozzatori a ispezionare il relitto della corazzata e i fondali del posto d'ormeggio numero 3.
Il 17 novembre 1955 la commissione presentò le sue conclusioni al Comitato Centrale del PCUS, subito accettate e approvate. Si ritenne che la perdita della Novorossijsk non fosse da attribuire ad alcuna esplosione interna, accidentale o meno, ma a un'esplosione subacquea esterna, avvenuta sul fondale e senza contatto con la carena. Furono prese in considerazione quattro possibili cause dell'esplosione: un siluro lanciato da un sommergibile; l'attacco di sommozzatori muniti di cariche esplosive; un'azione di sabotaggio; una mina navale posata sul fondo del posto d'ormeggio. Le prime due ipotesi furono ritenute possibili in teoria, visto lo stato di trascuratezza delle difese subacquee della base, ma furono entrambe scartate per varie ragioni: la conformazione della falla aperta nello scafo era incompatibile con l'impatto di un siluro, mentre il quantitativo di esplosivo normalmente trasportabile da una squadra di assaltatori subacquei era di gran lunga inferiore a quello necessario per generare l'esplosione che aveva affondato la nave (stimato in 1 000-1 200 chilogrammi di tritolo). L'impiego di sommergibili e sommozzatori d'assalto richiedeva poi l'attuazione di procedure complesse, come l'utilizzo di basi intermedie o di navi d'appoggio e la raccolta di informazioni di intelligence sulle difese del porto, tutti fattori difficili da occultare (a maggior ragione nelle vicinanze di una base navale di prim'ordine come Sebastopoli, ben sorvegliata dai servizi di controspionaggio sovietici) e comunque necessitanti del coinvolgimento diretto o indiretto di uno o più governi stranieri, inclusi quelli degli Stati affacciati sul Mar Nero: fu ritenuto del tutto inverosimile che un governo potesse rischiare di scatenare una guerra con l'Unione Sovietica, una potenza nucleare, solo per affondare una nave obsoleta e di ridotto impiego bellico. L'ipotesi del sabotaggio, eventualmente tramite una carica esplosiva nascosta nello scafo prima della consegna dell'unità ai sovietici, fu scartata perché avrebbe necessariamente comportato un'esplosione interna, quando l'analisi del relitto indicava chiaramente un'esplosione esterna.
L'affondamento della Novorossijsk fu quindi attribuito alla detonazione di una mina navale abbandonata sul fondo del posto d'ormeggio numero 3, un residuato dell'occupazione tedesca di Sebastopoli durante la seconda guerra mondiale e sfuggita alle pur numerose operazioni di sminamento condotte dai sovietici dopo la liberazione della città il 9 maggio 1944. Gli esperti della commissione identificarono l'ordigno come una mina tedesca tipo RMH, posabile da mezzi di superficie e contenente una carica di 800 chili di tritolo con l'aggiunta però di additivi che ne aumentavano il potere esplodente a quello corrispondente a 1 000-1 100 chilogrammi di tritolo, oppure una mina tedesca tipo LMB, anche aviolanciabile e dotata di una carica di 705 chilogrammi di tritolo parimenti arricchiti. Entrambe le armi, già rinvenute in passato dai sovietici nella baia, erano attivate da acciarini a induzione magnetica (capaci cioè di rilevare il campo magnetico generato dallo scafo ferroso di una grande unità navale) o acustica. L'ipotesi della mina presentava alcuni punti non chiari: tutt'e due erano alimentate da batterie della durata massima stimata di 9 anni, ma erano passati almeno 11 anni dall'ultima occasione in cui i tedeschi avevano potuto minare la baia di Sebastopoli; prima del 29 ottobre 1955, inoltre, il posto d'ormeggio numero 3 era stato utilizzato senza alcun incidente almeno 134 volte da unità navali anche di grosso tonnellaggio, inclusa la stessa Novorossijsk in dieci occasioni diverse. Tra le varie ipotesi prese in considerazione per spiegare questi fenomeni, la più convincente fu ritenuta quella del blocco dell'"orologio degli scatti" degli ordigni: le mine erano infatti dotate di un congegno che le faceva detonare solo dopo un numero prefissato e variabile di attivazioni o ad alcune ore di distanza dall'attivazione, in modo da renderne più difficile l'eliminazione tramite strumenti di dragaggio magnetico; si suppose che nella mina in questione il congegno si fosse bloccato al momento della posa o subito dopo, lasciando l'ordigno silente per anni finché non era stato risvegliato dall'urto con un'ancora o la sua catena, ad esempio durante le ultime operazioni di ormeggio della Novorossijsk.
Furono trovate alcune prove indirette a sostegno dell'ipotesi della mina. Campagne di dragaggio effettuate subito dopo l'incidente portarono al rinvenimento di 19 mine tedesche ad attivazione magnetica affondate nel fango della baia di Sebastopoli, di cui tre poste nel raggio di 50 metri dal posto d'ormeggio numero 3, per quanto non sia chiaro quante di queste armi fossero ancora in qualche modo attive. Tecnici sovietici simularono poi in due occasioni l'esplosione di una mina, equivalente per caratteristiche a quelle tedesche, contro scafi di navi in disuso e nelle stesse condizioni della Novorossijsk: i danni rilevati sui relitti delle navi impiegate per i test furono considerati del tutto analoghi a quelli rinvenuti sulla corazzata.

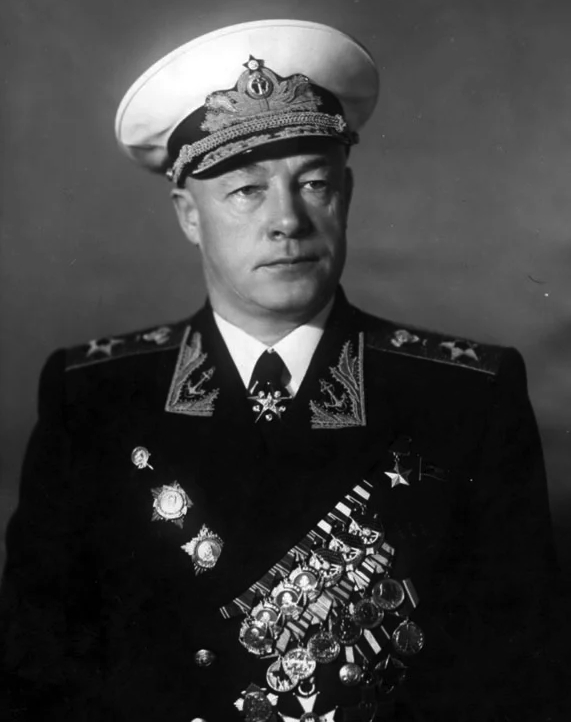
L'ammiraglio Nikolaj Gerasimovič Kuznecov; comandante in capo della Marina sovietica, fu costretto alle dimissioni a seguito della perdita della corazzata

Esaurita l'indagine sulle cause dell'affondamento, la commissione passò quindi a esaminare le vicende e i comportamenti degli ufficiali in comando al momento del disastro. Tanto il comando di bordo quanto il comando della Flotta del Mar Nero furono indicati come responsabili delle poco efficaci misure di sicurezza adottate per contrastare l'affondamento della nave: furono criticati in particolare il ritardo con cui era stato ordinato il rimorchio della corazzata su bassi fondali e la lentezza con cui erano state condotte le manovre medesime, oltreché l'atteggiamento noncurante e superficiale tenuto dal viceammiraglio Parchomenko, in particolare circa la mancata evacuazione dell'equipaggio e la conseguente grave perdita di vite umane. In ragione di questi rilievi, l'8 dicembre 1955 Parchomenko ricevette un rimprovero solenne e fu sollevato dal comando della flotta e retrocesso al grado di contrammiraglio; retrocessi di grado e dimessi dal servizio attivo furono inoltre il contrammiraglio Nikol'skij, il comandante della nave Kuchta, il suo secondo Khurshudov (assenti al momento del disastro) e il contrammiraglio Anatolij Aleksandrovič Galickij, comandante della 24ª Divisione tutela delle acque e responsabile delle operazioni di dragaggio a Sebastopoli.
Altra vittima illustre del disastro fu l'ammiraglio della flotta Nikolaj Gerasimovič Kuznecov, comandante in capo della Marina sovietica: eroe dell'Unione Sovietica e alla guida delle forze navali ininterrottamente dal 1939 (salvo una breve parentesi di caduta in disgrazia tra il 1946 e il 1951), Kuznecov aveva curato i piani di riarmo navale e di nuove costruzioni dell'URSS durante la prima fase della guerra fredda, scontrandosi spesso con gli orientamenti tenuti dall'allora ministro della difesa, il potente maresciallo Georgij Konstantinovič Žukov, e dal nuovo segretario generale del PCUS Nikita Sergeevič Chruščëv. In particolare, pur non opponendosi allo sviluppo di una moderna forza subacquea, Kuznecov aveva propugnato strenuamente la contemporanea realizzazione di grandi navi da combattimento di superficie come portaerei, navi da battaglia e incrociatori armati di cannoni. Il disastro di Sebastopoli fu subito usato a pretesto dalla dirigenza sovietica per sbarazzarsi di Kuznecov: l'8 dicembre 1955 Žukov obbligò l'ammiraglio a lasciare la guida della Marina, contemporaneamente fu retrocesso al grado di viceammiraglio e avviato al pensionamento anticipato. Sotto il suo nuovo comandante, l'ammiraglio Sergej Georgievič Gorškov, la Marina sovietica cambiò immediatamente orientamento: nel corso del 1956 le rimanenti navi da battaglia, gli incrociatori più vecchi e le unità di preda bellica furono ritirate dal servizio e avviate alla demolizione, mentre i programmi di costruzione navale virarono decisamente verso la realizzazione di una grande forza di sottomarini a propulsione nucleare e unità navali leggere armate di missili; trascorsero quasi venti anni prima che l'Unione Sovietica mettesse in cantiere unità da combattimento di superficie dal dislocamento superiore alle 20 000 tonnellate. Ritiratosi a vita privata, Kuznecov fu riabilitato solo nel 1988, ben 33 anni dopo l'affondamento della Novorossijsk e 14 anni dopo la sua morte, avvenuta nel 1974.
Le risultanze della commissione Malyšev non furono divulgate all'opinione pubblica e il governo sovietico fece scendere su tutta la vicenda una cortina di silenzio. Ufficialmente, la perdita della corazzata fu attribuita a un'esplosione causata dallo scoppio a bordo di un incendio accidentale, una delle ipotesi circolate nell'immediatezza dei fatti e poi continuamente riproposta dalla dirigenza sovietica negli anni a venire; benché l'ipotesi della mina fosse stata apertamente formulata da molte pubblicazioni specializzate nel settore navale edite in Occidente, la versione dell'incendio accidentale rimase in vigore in Unione Sovietica almeno fino alla fine degli anni 1980. Ai superstiti del disastro fu imposto di mantenere il silenzio sulla vicenda e, nonostante la segnalazione di diversi atti di coraggio durante le operazioni di soccorso, nessuno dei soccorritori ricevette un'onorificenza per questo; solo nel 1996 l'allora Presidente della Federazione Russa Boris Nikolaevič El'cin decorò sette marinai superstiti della corazzata.

### Speculazioni e teorie del complotto
Dopo la dissoluzione dell'Unione Sovietica nel 1991, presero a fiorire in merito all'affondamento della Novorossijsk una serie di teorie "alternative" che rifiutavano le conclusioni della commissione Malyšev e tentavano di dare una diversa spiegazione delle cause dell'incidente; queste ricostruzioni, riprese e diffusesi sui mezzi di comunicazione di massa tanto in Russia quanto in Italia, si incentravano sull'attribuire l'affondamento della corazzata a un atto di sabotaggio, generalmente a opera di incursori italiani desiderosi di "vendicare" l'onta della cessione della nave all'Unione Sovietica. Nessuno degli autori di queste ipotesi alternative è mai stato in grado di produrre prove documentali di alcun tipo a sostegno delle sue tesi, e pertanto queste ricostruzioni sono considerate come mere teorie del complotto o speculazioni fantasiose.
L'ipotesi dell'atto di sabotaggio operato dagli italiani, se si escludono alcune dicerie non controllate sorte negli ambienti navali sovietici già nel 1964, sembra abbia avuto origine da un volume, Il mistero della fine del "Novorossijsk", pubblicato nel 1991 da B. A. Karzhavin, un ex ufficiale della Voenno-morskoj flot: riesaminando criticamente le ricostruzioni della commissione Malyšev, l'autore tentò di smontare la tesi dell'affondamento a opera di una mina (che per ammissione della stessa commissione presentava alcuni punti non del tutto chiari) e ripropose quella di un attacco da parte di sabotatori subacquei; Karzhavin formulò una ricostruzione, completamente priva di fonti documentali a suo supporto, secondo cui la missione di sabotaggio sarebbe stata portata a termine da un gruppo di ex membri della Xª Flottiglia MAS, comandati da Junio Valerio Borghese e condotti sul posto da alcune navi mercantili italiane che in quel periodo si erano recate nei porti della Crimea. La ricostruzione di Karzhavin non era convincente né sul piano tecnico né tantomeno su quello politico-strategico, ma fu comunque ripresa dallo storico russo Nikolaj Čerchašin in un articolo per la rivista Soveršenno sekretno, pubblicato nell'aprile 1992 e ripreso anche dalla stampa italiana. Čerchašin elencò anche i nomi dei membri del presunto commando che, agli ordini di Borghese, avrebbe condotto il sabotaggio: Gino Birindelli, Elios Toschi, Eugenio Wolk e Luigi Ferraro, tutti veterani della Xª Flottiglia MAS. Oltre a non portare prove a sostegno, la tesi di Čerchašin presentava notevoli incoerenze: come il fatto che, nel 1955, Birindelli aveva ormai più di 45 anni, età poco compatibile con gli sforzi necessari per condurre una prolungata operazione di sabotaggio subacquea. Lo stesso Birindelli, intervistato dal Corriere della Sera, smentì categoricamente le ricostruzioni di Čerchašin.
L'ipotesi del sabotaggio subacqueo condotto dagli italiani fu varie volte ripresa dalla stampa russa, citando anche il presunto coinvolgimento di altre nazioni straniere e, segnatamente, del Regno Unito, visto che la Royal Navy era la sola forza navale all'epoca dotata delle conoscenze tecniche necessarie per condurre una simile operazione. Nel 1999 il quotidiano Segodnia sostenne che l'azione rientrava in un più ampio piano di invasione dell'Unione Sovietica, bloccato dalla NATO all'ultimo momento. Nel 2005 invece, in occasione del cinquantenario del disastro, la rivista russa Itoghi sostenne in un articolo, poi ripreso dal quotidiano Il Secolo XIX, che il sabotaggio della Novorossijsk fu attuato dai servizi segreti italiani (sempre tramite reduci della Xª Flottiglia MAS) per conto della NATO, al fine di impedire che la corazzata potesse essere equipaggiata di armi nucleari. La rivista sostenne che l'unico tra i protagonisti di quell'impresa ancora in vita, di cui tuttavia non veniva fornita l'identità, avrebbe raccontato i particolari dell'azione a un ex-ufficiale sovietico conosciuto casualmente durante una vacanza in Florida.
Nell'ottobre 2013 l'ammiraglio in pensione Nikolai Titorenko pubblicò un volume dedicato nuovamente al tentativo di smontare la "teoria della mina" e sostenere quella del sabotaggio. Riprendendo la ricostruzione già fatta dalla rivista Itoghi nel 2005, dettagliata ma completamente priva di fonti a supporto, Titorenko sostenne che l'affondamento fu opera di una squadra di otto sommozzatori italiani, reduci della Xª Flottiglia MAS e reclutati da una non meglio specificata organizzazione anticomunista appoggiata dal governo italiano dell'epoca: la squadra sarebbe arrivata nel Mar Nero nascosta su un mercantile italiano, sarebbe arrivata sottocosta a bordo di un minisommergibile e avrebbe stabilito una piccola base d'appoggio a terra da cui condurre il sabotaggio, tornando poi a operazione conclusa a bordo di un nuovo mercantile di passaggio. Alla teoria del sabotaggio italiano fu dedicato anche il volume Il mistero della corazzata russa. Fuoco, fango e sangue, pubblicato nel 2015 dal giornalista italiano Luca Rebustini: l'autore tentò di dare solidità alla teoria sia citando un'intervista rilasciata nel 2013 da Ugo D'Esposito, un ultranovantenne reduce della Xª Flottiglia MAS che sosteneva la tesi del sabotaggio pur dichiarando di non aver fatto parte della presunta squadra di sabotatori, sia riferendo della presenza sui mercantili in navigazione nel Mar Nero di personale della Marina Militare impegnato in attività di monitoraggio delle comunicazioni sovietiche, fatti già noti agli storici e comunque non riferibili temporalmente all'epoca del disastro di Sebastopoli.

## IlGiulio Cesarenella cultura di massa
Le vicende del trasferimento della corazzata da Pola a Malta nel settembre 1943 sono rievocate in forma romanzata nel film italiano Fantasmi del mare del 1948, regia di Francesco De Robertis.

### Annotazioni
1. ↑  Masdea fu autore dei progetti di diverse classi di incrociatori corazzati della fine del XIX secolo nonché di quello della Dante Alighieri, ed è considerato come uno dei "padri" della moderna architettura navale italiana; vedi Da Frè, p. 274.
2. ↑  Parimenti sottoposte a ricostruzione alla fine degli anni 1930.
3. ↑  A causa della concitazione dell'azione fu riportato, in un primo momento, l'impatto di due colpi nemici in rapida successione, circostanza poi smentita.
4. ↑  Nei primi rapporti venne riferito di un colpo di grosso calibro messo a segno dal Cesare ai danni della Warspite, circostanza rivelatasi poi mai avvenuta. Vedi Bragadin, p. 44.
5. ↑  Ovvero con un equipaggio imbarcato inferiore alle dotazioni organiche normali per un'unità operativa.
6. ↑  La corazzata fu restituita ai britannici il 4 febbraio 1949, il giorno dopo che i sovietici ebbero ricevuto dall'Italia il Cesare.
7. ↑  Le unità cedute all'Unione Sovietica ricevettero una designazione convenzionale composta dalla lettera Z seguita da una cifra compresa tra 11 e 20.
8. ↑  Formula pretesa dai sovietici stessi negli accordi con l'Italia in luogo della più diplomatica "cessione in conto riparazioni spese di guerra", applicata invece ai trasferimenti a favore della Francia.
9. ↑  La porta di accesso attraverso le ostruzioni che chiudevano l'entrata della baia di Sebastopoli doveva essere tenuta chiusa nelle ore notturne, ma in realtà era spesso lasciata aperta per consentire il transito delle unità impegnate nei lavori di dragaggio del fondale; inoltre, gli idrofoni della rete di vigilanza erano di tipo obsoleto e spesso fuori uso per avaria.

### Fonti
1. 1 2 3  Bagnasco 2018, Parte 1ª, p. 4.
2. ↑  Da Frè, pp. 274-275.
3. 1 2 3 4 5 6 7 8   Giulio Cesare (ante ricostruzione), su marina.difesa.it. URL consultato il 19 settembre 2021.
4. 1 2 3 4 5 6 7 8 9 10 11 12 13 14 15 16 17 18 19 20 21 22  (EN) GIULIO CESARE battleships (1914-1915), su navypedia.org. URL consultato il 19 settembre 2021 (archiviato il 5 novembre 2020).
5. ↑  Bargoni, p. 10.
6. ↑  Bargoni, p. 12.
7. ↑  Bargoni, p. 11.
8. ↑  Bargoni, pp. 16-17.
9. ↑  Bargoni.
10. 1 2 3 4 5 6 7 8 9 10  Bagnasco 2018, Parte 1ª, p. 6.
11. ↑  (EN) Italy 12"/46 (30.5 cm) Model 1909, su navweaps.com. URL consultato il 5 maggio 2009 (archiviato il 26 novembre 2010).
12. ↑  (EN) 120 mm/50 (4.7") Model 1909, su navweaps.com. URL consultato il 5 maggio 2009 (archiviato il 22 aprile 2009).
13. 1 2  (EN) Italian 3"/50 (7.62 cm) Model 1909, su navweaps.com. URL consultato il 5 maggio 2009 (archiviato il 9 giugno 2009).
14. 1 2   Renato Sicurezza, Le corazzate "Cavour" e "Cesare", su pietrocristini.com. URL consultato il 26 gennaio 2008 (archiviato il 20 agosto 2008).
15. ↑  De bello Gallico III, 13, 3.
16. 1 2   I motti delle navi italiane, Roma, Ufficio storico della Marina Militare, 1962.
17. ↑  Favre, pp. 95-96.
18. ↑  Raniero & Albertini, p. 354.
19. ↑  Raniero & Albertini, p. 317.
20. ↑  Raniero & Albertini, pp. 296-297.
21. ↑   Giacomo Bollini, Corpo di spedizione italiano in Anatolia 1919-1922, su storiaememoriadibologna.it. URL consultato il 20 settembre 2021 (archiviato il 20 settembre 2021).
22. ↑  Raniero & Albertini, pp. 355-370.
23. ↑  Da Frè, p. 716.
24. ↑  Da Frè, pp. 276-277.
25. 1 2 3 4 5 6 7 8 9   Giulio Cesare (dopo ricostruzione), su marina.difesa.it. URL consultato il 19 settembre 2021.
26. 1 2  Bargoni, p. 21.
27. ↑  Bargoni, p. 34.
28. 1 2 3 4 5 6 7 8 9 10 11 12  Da Frè, pp. 278-279.
29. 1 2 3 4 5 6  Da Frè, pp. 277-278.
30. ↑   Cannoni & Munizioni, su regiamarinaitaliana.it. URL consultato il 3 febbraio 2008 (archiviato dall'url originale il 16 giugno 2014).
31. 1 2  (EN) Italian 320 mm/44 (12.6") Model 1934 and Model 1936, su navweaps.com. URL consultato il 5 maggio 2009 (archiviato il 22 aprile 2009).
32. ↑  (EN) Italy 120 mm/50 (4.7") Ansaldo Models 1926, 1936, 1937 and 1940 OTO Models 1931, 1933 and 1936, su navweaps.com. URL consultato il 5 maggio 2009 (archiviato il 22 aprile 2009).
33. ↑  (EN) Italy 100 mm/47 (3.9") Models 1924, 1927 and 1928, su navweaps.com. URL consultato il 5 maggio 2009 (archiviato l'11 maggio 2016).
34. ↑  (EN) Italian 37 mm/54 (1.5") Models 1932, 1938 and 1939, su navweaps.com. URL consultato il 5 maggio 2009 (archiviato il 27 febbraio 2008).
35. ↑  (EN) Italian 20 mm/65 Models 1935, 1939 and 1940, su navweaps.com. URL consultato il 5 maggio 2009 (archiviato il 26 febbraio 2008).
36. ↑   Le corazzate Conte di Cavour e Giulio Cesare durante la rivista in onore del Führer, su patrimonio.archivioluce.com. URL consultato il 23 settembre 2021 (archiviato il 23 settembre 2021).
37. ↑   Ciro Paoletti, L'operazione oltremare Tirana, in Storia Militare, n. 23, agosto 1995,  p. 11, ISSN 1122-5289 (WC · ACNP).
38. ↑   Occupazione dell'Albania, su digilander.libero.it (archiviato dall'url originale il 12 marzo 2011).
39. ↑  Giorgerini, p. 171.
40. ↑  Bragadin, p. 15.
41. ↑  Bragadin, p. 44.
42. ↑  Bagnasco 2012, pp. 62-66.
43. ↑  Giorgerini, pp. 183-184; egli sostiene che il proietto della Warspite esplose invece sul lato destro del Cesare.
44. ↑  Rocca, pp. 25-26.
45. ↑  Bagnasco 2012, pp. 66-69.
46. ↑  Bagnasco 2012, p. 69.
47. ↑  Bragadin, pp. 49-50.
48. ↑  Giorgerini, pp. 205-206.
49. ↑  Bragadin, p. 68.
50. ↑  Giorgerini, pp. 222-223.
51. ↑  Bragadin, pp. 69-70.
52. ↑  Bragadin, pp. 71-74.
53. ↑  Bagnasco 2012, pp. 96-98.
54. ↑   La beffa della Mediterranean Fleet, su regiamarinaitaliana.it. URL consultato il 14 agosto 2009 (archiviato dall'url originale il 12 settembre 2009).
55. ↑  Bragadin, p. 80.
56. ↑  Giorgerini, p. 250.
57. ↑  Bragadin, pp. 84-87.
58. ↑  Giorgerini, pp. 253-260.
59. ↑  Bagnasco 2012, pp. 109-110.
60. ↑  Giorgerini, p. 325.
61. ↑  Bagnasco 2012, pp. 202-203.
62. ↑  Giorgerini, pp. 342-346.
63. ↑  Bagnasco 2012, pp. 209-210.
64. ↑  Bragadin, p. 251.
65. ↑  Giorgerini, p. 357.
66. ↑  Bagnasco 2012, p. 341.
67. ↑  Bragadin, pp. 370-382.
68. ↑  Rocca, p. 305.
69. ↑  Rocca, p. 309.
70. ↑  Bagnasco 2012, pp. 436-437.
71. ↑  Bragadin, p. 380.
72. 1 2 3 4 5 6  Botti, pp. 7-14.
73. 1 2 3   Maurizio Balestrino, L'8 settembre sulla corazzata Giulio Cesare, su dalvolturnoacassino.it (archiviato dall'url originale il 26 agosto 2014).
74. 1 2 3 4  Bagnasco 2012, pp. 442-443.
75. 1 2  Baudin, pp. 51-66.
76. 1 2  Bagnasco 2018, Parte 1ª, p. 7.
77. ↑  Bagnasco 2012, p. 394.
78. 1 2 3 4 5  Berežnoj, pp. 24-33.
79. ↑   Silvio Bertoldi, E ora consegnate la flotta a Stalin, in Corriere della Sera, 19 maggio 1994,  p. 29. URL consultato il 4 maggio 2009 (archiviato dall'url originale il 13 settembre 2009).
80. ↑  Bagnasco 2012, pp. 396-398.
81. ↑  Bagnasco 2018, Parte 1ª, p. 8.
82. ↑  Bagnasco 2012, pp. 398-399.
83. ↑  Bagnasco 2018, Parte 1ª, pp. 9-10.
84. ↑  Nave Giulio Cesare - Corazzata della Regia Marina
85. ↑  Bagnasco 2018, Parte 1ª, p. 10.
86. 1 2 3  Bagnasco 2018, Parte 1ª, p. 11.
87. 1 2 3 4 5 6  (RU) “Чезаре” становится “Новороссийском”, su battleships.spb.ru. URL consultato il 29 luglio 2009 (archiviato il 20 luglio 2009).
88. ↑  Da Frè, pp. 368-369.
89. 1 2  Bagnasco 2018, Parte 1ª, p. 12.
90. ↑  (EN) Russia/USSR 37 mm/67 (1.5") 70-K, su navweaps.com. URL consultato il 30 aprile 2009 (archiviato il 1º febbraio 2009).
91. ↑  (EN) NOVOROSSIYSK battleship (1914/1949), su navypedia.org. URL consultato il 28 settembre 2021 (archiviato il 28 settembre 2021).
92. 1 2  Bagnasco 2018, Parte 1ª, pp. 13-14.
93. ↑  Bagnasco 2018, Parte 2ª, p. 20.
94. ↑  Bagnasco 2018, Parte 2ª, pp. 20-21.
95. ↑  Bagnasco 2018, Parte 2ª, pp. 21-22.
96. ↑  Bagnasco 2018, Parte 2ª, pp. 22-23.
97. 1 2   Navi italiane acquisite dall'Unione Sovietica nel 1949. La Novorossijsk, su kursk1943.wordpress.com. URL consultato il 21 febbraio 2017 (archiviato dall'url originale il 22 febbraio 2017).
98. ↑  (BE) Новоросийск, su ship.bsu.by. URL consultato il 30 novembre 2007 (archiviato dall'url originale il 30 novembre 2007).
99. 1 2  Bagnasco 2018, Parte 2ª, p. 24.
100. ↑  McLaughlin & Jordan, pp. 139-142.
101. 1 2  (RU) Загадка Севастопольской бухты, su lenta.ru. URL consultato il 29 luglio 2009 (archiviato il 24 settembre 2009).
102. ↑  Bagnasco 2018, Parte 2ª, pp. 24-25.
103. ↑  Bagnasco 2018, Parte 2ª, p. 26.
104. 1 2  Bagnasco 2018, Parte 2ª, p. 25.
105. ↑  Bagnasco 2018, Parte 2ª, pp. 26-27.
106. ↑  Bagnasco 2018, Parte 2ª, pp. 27-28.
107. ↑  Bagnasco 2018, Parte 2ª, p. 27.
108. ↑  Bagnasco 2018, Parte 2ª, p. 30.
109. 1 2 3  Bagnasco 2018, Parte 2ª, pp. 28-30.
110. ↑   Santevecchi Guido, Chi affondò la corazzata?, in Corriere della Sera, 8 aprile 1992,  p. 28 (archiviato dall'url originale il 13 settembre 2009).
111. ↑   La rivelazione. Nel '55, i servizi segreti italiani affondarono in Russia la corazzata Giulio Cesare per conto della Nato, in Il Secolo XIX, 25 ottobre 2005 (archiviato dall'url originale il 12 settembre 2009).
112. ↑   Fantasmi del mare, su cinematografo.it. URL consultato il 20 settembre 2021 (archiviato il 2 febbraio 2021).